# Liste des églises du Tarn
La liste des églises du Tarn recense de manière exhaustive les églises situées dans le département français du Tarn. Il est fait état des diverses protections dont elles peuvent bénéficier, et notamment les inscriptions et classements au titre des monuments historiques.
Toutes sont situées dans le diocèse d'Albi, Castres et Lavaur.

## Statistiques

### Nombres
Le département du Tarn comprend 314 communes au 1er janvier 2020.
Depuis 2018, le diocèse d'Albi, Castres et Lavaur compte 21 paroisses,.

## Classement
Le classement ci-après se fait par commune selon l'ordre alphabétique.
Il est fait état des diverses protections dont elles peuvent bénéficier, et notamment les inscriptions et classements au titre des monuments historiques.

## Liste

### Cultecatholique
| Église                                                          | Commune                                   | Adresse                       | Coordonnées                      | Notice         | Protection | Date        | Illustration                                                    |
| --------------------------------------------------------------- | ----------------------------------------- | ----------------------------- | -------------------------------- | -------------- | --- | ----------- | --------------------------------------------------------------- |
| Église Saint-Pierre d'Aguts                                     | Aguts                                     |                               | 43° 31′ 50″ nord, 1° 55′ 07″ est |                | |             | Image manquante Téléverser                                      |
| Église Sainte-Claire d'Aiguefonde                               | Aiguefonde                                |                               | 43° 29′ 38″ nord, 2° 19′ 01″ est |                | |             | Église Sainte-Claire d'Aiguefonde                               |
| Église Saint-Pierre d'Aiguefonde                                | Aiguefonde                                |                               | 43° 30′ 45″ nord, 2° 19′ 42″ est |                | |             | Image manquante Téléverser                                      |
| Église Notre-Dame d'Alban                                       | Alban                                     |                               | 43° 53′ 16″ nord, 2° 27′ 44″ est | « PA81000012 » | Inscrit MH | 2001        | Église Notre-Dame d'Alban                                       |
| Cathédrale Sainte-Cécile d'Albi                                 | Albi                                      |                               | 43° 55′ 43″ nord, 2° 08′ 35″ est | « PA00095453 » | Classé MH | 1862        | Cathédrale Sainte-Cécile d'Albi                                 |
| Collégiale Saint-Salvi                                          | Albi                                      |                               | 43° 55′ 40″ nord, 2° 08′ 40″ est | « PA00095457 » | Classé MH Église ; Classé MH Galerie du cloître attenant à l'église                                                     | 1846 ; 1922 | Collégiale Saint-Salvi                                          |
| Église Notre-Dame-de-la-Drèche                                  | Albi Cagnac-les-Mines Lescure-d'Albigeois |                               | 43° 58′ 10″ nord, 2° 09′ 15″ est | « PA00135474 » | Classé MH | 1995        | Église Notre-Dame-de-la-Drèche                                  |
| Église Notre-Dame du Breuil                                     | Albi                                      | rue Notre-Dame du Breuil      | 43° 56′ 33″ nord, 2° 08′ 55″ est | « PA81000023 » | Inscrit MH | 2005        | Image manquante Téléverser                                      |
| Église Saint-Jean de Rayssac                                    | Albi                                      | rue Dumont d'Urville          | 43° 54′ 57″ nord, 2° 07′ 52″ est | « PA81000024 » | Inscrit MH | 2005        | Image manquante Téléverser                                      |
| Église Sainte-Madeleine d'Albi                                  | Albi                                      | rue de la Madeleine           | 43° 55′ 58″ nord, 2° 08′ 33″ est |                | |             | Église Sainte-Madeleine d'Albi                                  |
| Église Saint-Joseph d'Albi                                      | Albi                                      | Boulevard Montebello          | 43° 55′ 26″ nord, 2° 09′ 01″ est |                | |             | Église Saint-Joseph d'Albi                                      |
| Église Notre-Dame de Fonlabour                                  | Albi                                      | chemin de l'Église Fonlabour  | 43° 55′ 10″ nord, 2° 05′ 53″ est |                | |             | Image manquante Téléverser                                      |
| Église Saint-Antoine de la Renaudié                             | Albi                                      | rue Comté Chardonnet          | 43° 56′ 21″ nord, 2° 10′ 59″ est |                | |             | Image manquante Téléverser                                      |
| Église Saint-Jean-Baptiste des Brus                             | Albi                                      |                               | 43° 54′ 57″ nord, 2° 07′ 52″ est |                | |             | Image manquante Téléverser                                      |
| Église Saint-Loup d'Albi                                        | Albi                                      |                               | 43° 55′ 44″ nord, 2° 08′ 26″ est |                | |             | Image manquante Téléverser                                      |
| Église Saint-Jean d'Albine                                      | Albine                                    |                               | 43° 27′ 32″ nord, 2° 32′ 25″ est |                | |             | Image manquante Téléverser                                      |
| Église Notre-Dame-de-l'Assomption d'Algans                      | Algans                                    |                               | 43° 35′ 47″ nord, 1° 53′ 27″ est |                | |             | Image manquante Téléverser                                      |
| Église Saint-Caprais de Saint-Perdouls                          | Algans                                    |                               | 43° 35′ 50″ nord, 1° 53′ 35″ est |                | |             | Image manquante Téléverser                                      |
| Église Saint-Salvy d'Almayrac                                   | Almayrac                                  |                               | 44° 06′ 05″ nord, 2° 10′ 06″ est |                | |             | Image manquante Téléverser                                      |
| Église Saint-Sauveur d'Alos                                     | Alos                                      |                               | 44° 01′ 25″ nord, 1° 52′ 30″ est |                | |             | Image manquante Téléverser                                      |
| Église Saint-André d'Amarens                                    | Amarens                                   |                               | 44° 02′ 21″ nord, 1° 55′ 04″ est | « IA81001433 » | |             | Image manquante Téléverser                                      |
| Église de Notre-Dame dite Notre-Dame de la Capelle d'Ambialet   | Ambialet                                  |                               | 43° 56′ 41″ nord, 2° 22′ 41″ est |                | |             | Église de Notre-Dame dite Notre-Dame de la Capelle d'Ambialet   |
| Église de Notre-Dame dite Notre-Dame du prieuré d'Ambialet      | Ambialet                                  |                               | 43° 56′ 58″ nord, 2° 22′ 51″ est |                | |             | Église de Notre-Dame dite Notre-Dame du prieuré d'Ambialet      |
| Église Notre-Dame de Bonneval                                   | Ambialet                                  |                               | 43° 56′ 00″ nord, 2° 24′ 45″ est |                | |             | Image manquante Téléverser                                      |
| Ancienne église Saint-Gilles d'Ambialet                         | Ambialet                                  |                               | 43° 56′ 48″ nord, 2° 22′ 45″ est |                | |             | Image manquante Téléverser                                      |
| Église Saint-Pierre d'Ambialet                                  | Ambialet                                  |                               | 43° 56′ 28″ nord, 2° 21′ 34″ est |                | |             | Image manquante Téléverser                                      |
| Église Saint-Sauveur d'Ambres                                   | Ambres                                    |                               | 43° 43′ 56″ nord, 1° 48′ 48″ est |                | |             | Image manquante Téléverser                                      |
| Église Saint-Médard d'Andillac                                  | Andillac                                  |                               | 43° 59′ 58″ nord, 1° 53′ 27″ est |                | |             | Église Saint-Médard d'Andillac                                  |
| Église Notre-Dame de Ligots                                     | Andouque                                  |                               | 44° 01′ 23″ nord, 2° 18′ 17″ est |                | |             | Image manquante Téléverser                                      |
| Église Notre-Dame-de-l'Assomption d'Energues                    | Andouque                                  |                               | 43° 59′ 02″ nord, 2° 17′ 45″ est |                | |             | Image manquante Téléverser                                      |
| Église Notre-Dame-de-l'Assomption d'Anglès                      | Anglès                                    |                               | 43° 33′ 51″ nord, 2° 33′ 36″ est |                | |             | Église Notre-Dame-de-l'Assomption d'Anglès                      |
| Église Saint-Martin d'Anglès                                    | Anglès                                    |                               | 43° 33′ 51″ nord, 2° 33′ 36″ est | « IA81001132 » | |             | Église Saint-Martin d'Anglès                                    |
| Église Saint-Martin d'Anglès                                    | Anglès                                    |                               | 43° 33′ 51″ nord, 2° 33′ 36″ est | « IA81001132 » | |             | Église Saint-Martin d'Anglès                                    |
| Église Saint-Quintin d'Appelle                                  | Appelle                                   |                               | 43° 34′ 53″ nord, 1° 57′ 13″ est |                | |             | Image manquante Téléverser                                      |
| Église Saint-Jean-Baptiste d'Arfons                             | Arfons                                    |                               | 43° 25′ 49″ nord, 2° 10′ 03″ est | « IA81011119 » | |             | Église Saint-Jean-Baptiste d'Arfons                             |
| Église Notre-Dame-du-Rosaire des Escudiès                       | Arfons                                    |                               | 43° 26′ 24″ nord, 2° 11′ 48″ est |                | |             | Église Notre-Dame-du-Rosaire des Escudiès                       |
| Église Notre-Dame-du-Rosaire des Escudiès                       | Arfons                                    |                               | 43° 26′ 24″ nord, 2° 11′ 48″ est |                | |             | Église Notre-Dame-du-Rosaire des Escudiès                       |
| Église Saint-Paul de Saint-Paul-de-Barbetogne                   | Arifat                                    |                               | 43° 47′ 03″ nord, 2° 21′ 50″ est |                | |             | Église Saint-Paul de Saint-Paul-de-Barbetogne                   |
| Église Saint-Pierre d'Arifat                                    | Arifat                                    |                               | 43° 46′ 21″ nord, 2° 19′ 48″ est |                | |             | Image manquante Téléverser                                      |
| Église Saint-Pierre d'Arthès                                    | Arthès                                    |                               | 43° 57′ 18″ nord, 2° 12′ 28″ est |                | |             | Image manquante Téléverser                                      |
| Église Saint-Pierre d'Assac                                     | Assac                                     |                               | 43° 58′ 29″ nord, 2° 26′ 23″ est |                | |             | Image manquante Téléverser                                      |
| Église du Sacré-Cœur de Bonnecousse                             | Aussillon                                 |                               | 43° 30′ 02″ nord, 2° 21′ 57″ est | « PA81000013 » | Inscrit MH | 2001        | Image manquante Téléverser                                      |
| Église Saint-André d'Aussillon-Village                          | Aussillon                                 |                               | 43° 29′ 45″ nord, 2° 22′ 29″ est |                | |             | Image manquante Téléverser                                      |
| Église Saint-Jean-Baptiste de Bannières                         | Bannières                                 |                               | 43° 37′ 30″ nord, 1° 45′ 06″ est |                | |             | Image manquante Téléverser                                      |
| Église Notre-Dame de Barre                                      | Barre                                     |                               | 43° 45′ 09″ nord, 2° 49′ 33″ est |                | |             | Église Notre-Dame de Barre                                      |
| Église Saint-Joseph de Gos                                      | Barre                                     |                               | 43° 44′ 29″ nord, 2° 48′ 38″ est |                | |             | Église Saint-Joseph de Gos                                      |
| Église Saint-Pierre de Beauvais-sur-Tescou                      | Beauvais-sur-Tescou                       |                               | 43° 54′ 34″ nord, 1° 34′ 12″ est |                | |             | Image manquante Téléverser                                      |
| Église Saint-Étienne de Belcastel                               | Belcastel                                 |                               | 43° 38′ 57″ nord, 1° 45′ 19″ est | « PA00095488 » | Inscrit MH | 2004        | Église Saint-Étienne de Belcastel                               |
| Église Saint-Benoît de Bellegarde-Marsal                        | Bellegarde-Marsal                         |                               | 43° 54′ 25″ nord, 2° 16′ 27″ est |                | |             | Image manquante Téléverser                                      |
| Église Saint-Pierre de Marsal                                   | Bellegarde-Marsal                         |                               | 43° 55′ 49″ nord, 2° 17′ 12″ est |                | |             | Église Saint-Pierre de Marsal                                   |
| Église Saint-Pierre-ès-Liens de Belleserre                      | Belleserre                                |                               | 43° 29′ 24″ nord, 2° 03′ 21″ est |                | |             | Église Saint-Pierre-ès-Liens de Belleserre                      |
| Église Saint-Amans de la Vitarelle                              | Berlats                                   |                               | 43° 42′ 03″ nord, 2° 33′ 41″ est |                | |             | Image manquante Téléverser                                      |
| Église Notre-Dame de Bernac                                     | Bernac                                    |                               | 43° 57′ 28″ nord, 2° 01′ 25″ est |                | |             | Image manquante Téléverser                                      |
| Église Saint-Michel de Bertre                                   | Bertre                                    |                               | 43° 35′ 54″ nord, 1° 56′ 24″ est |                | |             | Image manquante Téléverser                                      |
| Église Notre-Dame de Blan                                       | Blan                                      |                               | 43° 31′ 36″ nord, 2° 00′ 28″ est |                | |             | Image manquante Téléverser                                      |
| Église Saint-Salvy de Blaye-les-Mines                           | Blaye-les-Mines                           |                               | 44° 01′ 49″ nord, 2° 07′ 53″ est |                | |             | Église Saint-Salvy de Blaye-les-Mines                           |
| Église Saint-Louis de Blaye-les-Mines                           | Blaye-les-Mines                           |                               | 44° 02′ 24″ nord, 2° 09′ 29″ est |                | |             | Image manquante Téléverser                                      |
| Église Saint-Jean-Baptiste de Boissezon                         | Boissezon                                 |                               | 43° 34′ 35″ nord, 2° 22′ 42″ est |                | |             | Église Saint-Jean-Baptiste de Boissezon                         |
| Église Saint-Barthélemy de Bournazel                            | Bournazel                                 |                               | 44° 05′ 34″ nord, 1° 58′ 04″ est |                | |             | Image manquante Téléverser                                      |
| Église Saint-Jean-Baptiste de Bout-du-Pont-de-Larn              | Bout-du-Pont-de-Larn                      |                               | à géolocaliser                   |                | |             | Image manquante Téléverser                                      |
| Église Saint-Georges de Brassac                                 | Brassac                                   |                               | 43° 37′ 45″ nord, 2° 29′ 57″ est |                | |             | Église Saint-Georges de Brassac                                 |
| Église Saint-Eugène de Brens                                    | Brens                                     |                               | 43° 53′ 21″ nord, 1° 54′ 29″ est |                | |             | Image manquante Téléverser                                      |
| Église Notre-Dame de Beaulieu                                   | Briatexte                                 |                               | 43° 45′ 06″ nord, 1° 54′ 30″ est |                | |             | Église Notre-Dame de Beaulieu                                   |
| Église Saint-Sauveur de Brousse                                 | Brousse                                   |                               | 43° 43′ 07″ nord, 2° 04′ 23″ est |                | |             | Image manquante Téléverser                                      |
| Église Saint-Maurice de Broze                                   | Broze                                     |                               | 43° 57′ 11″ nord, 1° 53′ 27″ est |                | |             | Église Saint-Maurice de Broze                                   |
| Église Saint-Pierre de Burlats                                  | Burlats                                   |                               | 43° 38′ 12″ nord, 2° 19′ 06″ est |                | |             | Église Saint-Pierre de Burlats                                  |
| Église Saint-Martial de la Fontasse                             | Burlats                                   |                               | 43° 37′ 26″ nord, 2° 19′ 35″ est |                | |             | Image manquante Téléverser                                      |
| Collégiale Saint-Pierre de Burlats                              | Burlats                                   |                               | 43° 38′ 10″ nord, 2° 19′ 05″ est | « PA00095491 » | Classé MH | 1981        | Collégiale Saint-Pierre de Burlats                              |
| Église Saint-Pierre de Busque                                   | Busque                                    |                               | 43° 46′ 55″ nord, 1° 57′ 36″ est |                | |             | Église Saint-Pierre de Busque                                   |
| Église Saint-Étienne de Cabanès                                 | Cabanès                                   |                               | 43° 43′ 47″ nord, 1° 56′ 33″ est |                | |             | Image manquante Téléverser                                      |
| Église Notre-Dame-de-l'Assomption de Cadalen                    | Cadalen                                   |                               | 43° 50′ 59″ nord, 1° 58′ 50″ est |                | |             | Église Notre-Dame-de-l'Assomption de Cadalen                    |
| Église Saint-Jean-Baptiste de Gabriac                           | Cadalen                                   |                               | 43° 50′ 45″ nord, 2° 00′ 25″ est | « PA00095497 » | Inscrit MH | 1927        | Église Saint-Jean-Baptiste de Gabriac                           |
| Église Saint-Jean-du-Vigan de la Foubirane                      | Cadalen                                   |                               | 43° 49′ 36″ nord, 1° 57′ 42″ est |                | |             | Image manquante Téléverser                                      |
| Ancienne église Notre-Dame de Cadalen                           | Cadalen                                   |                               | 43° 51′ 00″ nord, 1° 58′ 51″ est | « PA00095496 » | Inscrit MH | 1927        | Ancienne église Notre-Dame de Cadalen                           |
| Église Sainte-Cécile de Cadix                                   | Cadix                                     |                               | 43° 58′ 33″ nord, 2° 28′ 35″ est |                | |             | Image manquante Téléverser                                      |
| Église Saint-Martial de Gaycre                                  | Cadix                                     |                               | 43° 57′ 11″ nord, 2° 26′ 55″ est |                | |             | Image manquante Téléverser                                      |
| Église Saint-Pierre de la Serre                                 | Cadix                                     |                               | 43° 59′ 43″ nord, 2° 28′ 43″ est |                | |             | Image manquante Téléverser                                      |
| Église Saint-Dalmazy de Cagnac-les-Mines                        | Cagnac-les-Mines                          |                               | 43° 58′ 57″ nord, 2° 07′ 37″ est | « PA00095498 » | Inscrit MH | 1970        | Image manquante Téléverser                                      |
| Église Sainte-Barbe de Cagnac-les-Mines                         | Cagnac-les-Mines                          |                               | 43° 59′ 05″ nord, 2° 08′ 28″ est |                | |             | Image manquante Téléverser                                      |
| Église Saint-Saturnin de Saint-Sernin-les-Mailhoc               | Cagnac-les-Mines                          |                               | 43° 59′ 15″ nord, 2° 05′ 50″ est |                | |             | Église Saint-Saturnin de Saint-Sernin-les-Mailhoc               |
| Église Saint-Vincent de Cahuzac                                 | Cagnac-les-Mines                          |                               | 43° 28′ 17″ nord, 2° 04′ 40″ est |                | |             | Église Saint-Vincent de Cahuzac                                 |
| Église Notre-Dame de Lintin                                     | Cahuzac-sur-Vère                          |                               | 43° 59′ 03″ nord, 1° 54′ 39″ est |                | |             | Image manquante Téléverser                                      |
| Église Saint-Jean-Baptiste de Granéjouls                        | Cahuzac-sur-Vère                          |                               | 43° 58′ 40″ nord, 1° 55′ 49″ est |                | |             | Église Saint-Jean-Baptiste de Granéjouls                        |
| Église Saint-Pierre d'Arzac                                     | Cahuzac-sur-Vère                          |                               | 43° 59′ 34″ nord, 1° 56′ 52″ est |                | |             | Image manquante Téléverser                                      |
| Église Saint-Thomas-de-Cantorbery de Cahuzac-sur-Vère           | Cahuzac-sur-Vère                          |                               | 43° 59′ 03″ nord, 1° 54′ 39″ est |                | |             | Église Saint-Thomas-de-Cantorbery de Cahuzac-sur-Vère           |
| Église Saint-Pierre de Cambon                                   | Cambon                                    |                               | 43° 54′ 46″ nord, 2° 12′ 43″ est |                | |             | Église Saint-Pierre de Cambon                                   |
| Église Saint-Pierre-du-Lac de Cambon-lès-Lavaur                 | Cambon-lès-Lavaur                         |                               | 43° 35′ 14″ nord, 1° 51′ 14″ est |                | |             | Image manquante Téléverser                                      |
| Église Saint-Louis de Cambounès                                 | Cambounès                                 |                               | 43° 35′ 15″ nord, 2° 26′ 37″ est |                | |             | Église Saint-Louis de Cambounès                                 |
| Église Saint-Martin de Fontbelle                                | Cambounès                                 |                               | 43° 35′ 47″ nord, 2° 25′ 50″ est |                | |             | Image manquante Téléverser                                      |
| Église Saint-Jean-Baptiste de Cambounet-sur-le-Sor              | Cambounet-sur-le-Sor                      |                               | 43° 34′ 37″ nord, 2° 06′ 47″ est |                | |             | Image manquante Téléverser                                      |
| Église Saint-Eusèbe de Campagnac                                | Campagnac                                 |                               | 44° 01′ 51″ nord, 1° 50′ 40″ est |                | |             | Église Saint-Eusèbe de Campagnac                                |
| Église Saint-Martin de Carbes                                   | Carbes                                    |                               | 43° 38′ 04″ nord, 2° 09′ 37″ est |                | |             | Image manquante Téléverser                                      |
| Église Saint-Claude de Carlus                                   | Carlus                                    |                               | 43° 53′ 13″ nord, 2° 06′ 33″ est |                | |             | Image manquante Téléverser                                      |
| Église Sainte-Cécile de Carmaux                                 | Carmaux                                   |                               | 44° 03′ 24″ nord, 2° 09′ 44″ est |                | |             | Église Sainte-Cécile de Carmaux                                 |
| Église Saint-Privat de Carmaux                                  | Carmaux                                   |                               | 44° 02′ 57″ nord, 2° 09′ 38″ est |                | |             | Église Saint-Privat de Carmaux                                  |
| Église Saint-André de Castanet                                  | Castanet                                  |                               | 43° 58′ 30″ nord, 2° 01′ 39″ est |                | |             | Église Saint-André de Castanet                                  |
| Église Saint-Barthélemy de Castelnau-de-Lévis                   | Castelnau-de-Lévis                        |                               | 43° 56′ 20″ nord, 2° 04′ 59″ est | « PA00095500 » | Inscrit MH | 1927        | Église Saint-Barthélemy de Castelnau-de-Lévis                   |
| Église Sainte-Cécile du Carla                                   | Castelnau-de-Lévis                        |                               | 43° 55′ 33″ nord, 2° 02′ 49″ est |                | |             | Église Sainte-Cécile du Carla                                   |
| Église Notre-Dame-de-l'Assomption de Castelnau-de-Montmiral     | Castelnau-de-Montmiral                    |                               | 43° 57′ 56″ nord, 1° 49′ 12″ est |                | |             | Église Notre-Dame-de-l'Assomption de Castelnau-de-Montmiral     |
| Église Saint-Étienne de Brugnac                                 | Castelnau-de-Montmiral                    |                               | 43° 57′ 58″ nord, 1° 46′ 09″ est |                | |             | Image manquante Téléverser                                      |
| Église Saint-Jérôme de Saint-Jérôme (Castelnau-de-Montmiral)    | Castelnau-de-Montmiral                    |                               | 43° 56′ 34″ nord, 1° 49′ 49″ est |                | |             | Image manquante Téléverser                                      |
| Église Saint-Martial de Saint-Martial (Castelnau-de-Montmiral)  | Castelnau-de-Montmiral                    |                               | 43° 58′ 20″ nord, 1° 44′ 39″ est |                | |             | Image manquante Téléverser                                      |
| Église Saint-Martin de Castelnau-de-Montmiral                   | Castelnau-de-Montmiral                    |                               | 43° 58′ 14″ nord, 1° 46′ 52″ est |                | |             | Image manquante Téléverser                                      |
| Cathédrale Saint-Benoît de Castres                              | Castres                                   |                               | 43° 36′ 15″ nord, 2° 14′ 30″ est | « PA00095507 » | Classé MH | 1953        | Cathédrale Saint-Benoît de Castres                              |
| Église Notre-Dame-de-la-Platé de Castres                        | Castres                                   |                               | 43° 36′ 17″ nord, 2° 14′ 21″ est | « PA00095506 » | Classé MH | 1987        | Église Notre-Dame-de-la-Platé de Castres                        |
| Église Saint-Jacques-de-Villegoudou de Castres                  | Castres                                   |                               | 43° 36′ 21″ nord, 2° 14′ 38″ est | « PA00095508 » | Inscrit MH Église ; façade et toiture de la petite maison en pans de bois attenante au côté Nord du clocher de l'église | 1955        | Église Saint-Jacques-de-Villegoudou de Castres                  |
| Église Notre-Dame de Campans                                    | Castres                                   |                               | 43° 39′ 03″ nord, 2° 11′ 48″ est |                | |             | Image manquante Téléverser                                      |
| Église du centre œcuménique de Lameilhé                         | Castres                                   |                               | 43° 35′ 30″ nord, 2° 15′ 04″ est |                | |             | Image manquante Téléverser                                      |
| Église Saint-Antoine de la Verdarié                             | Castres                                   |                               | 43° 38′ 07″ nord, 2° 13′ 43″ est |                | |             | Image manquante Téléverser                                      |
| Église Sainte-Thérèse de Castres                                | Castres                                   |                               | 43° 36′ 37″ nord, 2° 15′ 20″ est |                | |             | Image manquante Téléverser                                      |
| Église Saint-Étienne de Castres                                 | Castres                                   |                               | à géolocaliser                   |                | |             | Image manquante Téléverser                                      |
| Église Saint-Hippolyte de Saint-Hippolyte (Castres)             | Castres                                   |                               | 43° 35′ 48″ nord, 2° 17′ 14″ est |                | |             | Image manquante Téléverser                                      |
| Église Saint-Jean-et-Saint-Louis de Castres                     | Castres                                   |                               | 43° 36′ 33″ nord, 2° 14′ 14″ est |                | |             | Église Saint-Jean-et-Saint-Louis de Castres                     |
| Église Saint-Laurent de Lambert                                 | Castres                                   |                               | 43° 36′ 51″ nord, 2° 16′ 16″ est |                | |             | Image manquante Téléverser                                      |
| Église Saint-Laurent d'Hauterive                                | Castres                                   |                               | 43° 33′ 40″ nord, 2° 15′ 33″ est |                | |             | Image manquante Téléverser                                      |
| Église Notre-Dame-d'Espérance de Lardaillé                      | Castres                                   |                               | 43° 36′ 19″ nord, 2° 15′ 29″ est |                | |             | Image manquante Téléverser                                      |
| Église Saint-Joseph-de-Laden de Castres                         | Castres                                   |                               | 43° 35′ 36″ nord, 2° 13′ 52″ est |                | |             | Image manquante Téléverser                                      |
| Église Saint-Martial de Castres                                 | Castres                                   |                               | 43° 37′ 51″ nord, 2° 12′ 24″ est |                | |             | Image manquante Téléverser                                      |
| Église Saint-Martin de Tournemire                               | Castres                                   |                               | 43° 37′ 23″ nord, 2° 17′ 02″ est |                | |             | Image manquante Téléverser                                      |
| Église Saint-Nazaire de Mayeneuve                               | Castres                                   |                               | 43° 38′ 25″ nord, 2° 10′ 59″ est |                | |             | Image manquante Téléverser                                      |
| Église Saint-Pierre d'Avits                                     | Castres                                   |                               | 43° 37′ 21″ nord, 2° 10′ 34″ est |                | |             | Église Saint-Pierre d'Avits                                     |
| Église Saint-Salvy de Puech Auriol                              | Castres                                   |                               | 43° 39′ 22″ nord, 2° 14′ 02″ est |                | |             | Image manquante Téléverser                                      |
| Église Saint-Vincent-de-Paul de Castres                         | Castres                                   |                               | à géolocaliser                   |                | |             | Image manquante Téléverser                                      |
| Basilique Saint-Vincent de Castres                              | Castres                                   |                               | 43° 36′ 19″ nord, 2° 14′ 30″ est |                | |             | Basilique Saint-Vincent de Castres                              |
| Église Saint-Jean de Caucalières                                | Caucalières                               |                               | 43° 31′ 17″ nord, 2° 18′ 47″ est |                | |             | Image manquante Téléverser                                      |
| Église Notre-Dame-de-l'Annonciation de Roumanou                 | Cestayrols                                |                               | 43° 59′ 40″ nord, 1° 58′ 02″ est | « PA00095523 » | Classé MH | 1988        | Église Notre-Dame-de-l'Annonciation de Roumanou                 |
| Église Saint-Michel de Cestayrols                               | Cestayrols                                |                               | 43° 58′ 50″ nord, 1° 59′ 06″ est | « PA00095521 » | Inscrit MH | 1927        | Église Saint-Michel de Cestayrols                               |
| Église Saint-Amans de Lincargue                                 | Cestayrols                                |                               | 43° 58′ 09″ nord, 1° 59′ 49″ est | « PA00095522 » | Inscrit MH | 1927        | Église Saint-Amans de Lincargue                                 |
| Église Saint-Michel de Cordes-sur-Ciel                          | Cordes-sur-Ciel                           |                               | 44° 03′ 50″ nord, 1° 57′ 03″ est | « PA00095526 » | Classé MH | 1922        | Église Saint-Michel de Cordes-sur-Ciel                          |
| Église Sainte-Quitterie de Sainte-Quitterie (Coufouleux)        | Coufouleux                                |                               | 43° 48′ 40″ nord, 1° 45′ 23″ est |                | |             | Image manquante Téléverser                                      |
| Église Saint-Vaast de Coufouleux                                | Coufouleux                                |                               | 43° 46′ 22″ nord, 1° 42′ 59″ est |                | |             | Église Saint-Vaast de Coufouleux                                |
| Église Saint-Victor de Coufouleux                               | Coufouleux                                |                               | 43° 48′ 06″ nord, 1° 42′ 02″ est |                | |             | Image manquante Téléverser                                      |
| Église Saint-Pierre-de-Bracou de Coufouleux                     | Coufouleux                                |                               | 43° 49′ 24″ nord, 1° 44′ 12″ est |                | |             | Église Saint-Pierre-de-Bracou de Coufouleux                     |
| Église Saint-Martin de Courris                                  | Courris                                   |                               | 43° 56′ 22″ nord, 2° 23′ 59″ est |                | |             | Image manquante Téléverser                                      |
| Vestiges de l'église Saint Barthélémy du Puy Saint Georges      | Crespin                                   |                               | à géolocaliser                   |                | |             | Image manquante Téléverser                                      |
| Église Saint-Jean-Baptiste des Farguettes                       | Crespinet                                 |                               | 43° 56′ 51″ nord, 2° 18′ 33″ est | « PA00095550 » | Inscrit MH | 1978        | Image manquante Téléverser                                      |
| Église Sainte-Cécile de Crespinet                               | Crespinet                                 |                               | 43° 57′ 19″ nord, 2° 18′ 18″ est |                | |             | Église Sainte-Cécile de Crespinet                               |
| Église Saint-Jacques de Cunac                                   | Cunac                                     |                               | 43° 55′ 44″ nord, 2° 13′ 16″ est |                | |             | Image manquante Téléverser                                      |
| Église Saint-Étienne de Cuq                                     | Cuq                                       |                               | 43° 38′ 52″ nord, 2° 05′ 27″ est |                | |             | Église Saint-Étienne de Cuq                                     |
| Église de Saint-Martin-de-Carnac                                | Cuq                                       |                               | 43° 38′ 39″ nord, 2° 06′ 27″ est |                | |             | Image manquante Téléverser                                      |
| Église Notre-Dame-de-la-Nativité de Cadix                       | Cuq-Toulza                                |                               | 43° 34′ 03″ nord, 1° 52′ 59″ est |                | |             | Image manquante Téléverser                                      |
| Église Notre-Dame de Cuq-Toulza                                 | Cuq-Toulza                                |                               | 43° 33′ 27″ nord, 1° 53′ 32″ est |                | |             | Image manquante Téléverser                                      |
| Église Saint-Paul de Bajos                                      | Cuq-Toulza                                |                               | 43° 32′ 56″ nord, 1° 51′ 51″ est |                | |             | Image manquante Téléverser                                      |
| Église Saint-Barthélemy du Truel                                | Curvalle                                  |                               | 43° 56′ 00″ nord, 2° 30′ 36″ est |                | |             | Image manquante Téléverser                                      |
| Église Notre-Dame de Villeneuve-sur-Tarn                        | Curvalle                                  |                               | 43° 56′ 38″ nord, 2° 28′ 02″ est |                | |             | Église Notre-Dame de Villeneuve-sur-Tarn                        |
| Église Saint-Martin de Nègremont                                | Curvalle                                  |                               | 43° 54′ 50″ nord, 2° 28′ 52″ est |                | |             | Image manquante Téléverser                                      |
| Église Saint-Pierre d'Illergues de la Martinié                  | Curvalle                                  |                               | 43° 53′ 54″ nord, 2° 31′ 27″ est |                | |             | Image manquante Téléverser                                      |
| Église Saint-Martin de Damiatte                                 | Damiatte                                  |                               | 43° 39′ 10″ nord, 1° 58′ 35″ est |                | |             | Église Saint-Martin de Damiatte                                 |
| Église Notre-Dame-de-l'Assomption de Dénat                      | Dénat                                     |                               | 43° 50′ 48″ nord, 2° 12′ 20″ est | « PA00095552 » | Inscrit MH | 1927        | Église Notre-Dame-de-l'Assomption de Dénat                      |
| Église Saint-Jacques de Donnazac                                | Donnazac                                  |                               | 44° 00′ 51″ nord, 1° 56′ 45″ est | « IA81012148 » | |             | Église Saint-Jacques de Donnazac                                |
| Abbaye d'En-Calcat                                              | Dourgne                                   |                               | 43° 29′ 50″ nord, 2° 09′ 03″ est |                | |             | Abbaye d'En-Calcat                                              |
| Église Saint-Pierre de Dourgne                                  | Dourgne                                   |                               | 43° 29′ 07″ nord, 2° 08′ 23″ est | « IA81010143 » | |             | Église Saint-Pierre de Dourgne                                  |
| Abbatiale Sainte-Scholastique de Dourgne                        | Dourgne                                   |                               | 43° 29′ 26″ nord, 2° 08′ 52″ est |                | |             | Abbatiale Sainte-Scholastique de Dourgne                        |
| Église Saint-Étienne de Durfort                                 | Durfort                                   |                               | 43° 26′ 18″ nord, 2° 04′ 01″ est |                | |             | Église Saint-Étienne de Durfort                                 |
| Église Saint-Sernin d'Escoussens                                | Escoussens                                |                               | 43° 30′ 04″ nord, 2° 12′ 50″ est | « IA81011408 » | |             | Image manquante Téléverser                                      |
| Église Saint-Pierre de Lacapelle                                | Escroux                                   |                               | 43° 45′ 28″ nord, 2° 37′ 34″ est |                | |             | Image manquante Téléverser                                      |
| Église de la Nativité-de-Notre-Dame d'Espérausses               | Espérausses                               |                               | 43° 41′ 39″ nord, 2° 32′ 00″ est |                | |             | Église de la Nativité-de-Notre-Dame d'Espérausses               |
| Église Saint-Vincent de Fauch                                   | Fauch                                     |                               | 43° 49′ 55″ nord, 2° 15′ 11″ est |                | |             | Église Saint-Vincent de Fauch                                   |
| Église Notre-Dame-de-l'Assomption de Faussergues                | Faussergues                               |                               | 44° 02′ 17″ nord, 2° 26′ 22″ est |                | |             | Image manquante Téléverser                                      |
| Église Saint-Étienne de Fayssac                                 | Fayssac                                   |                               | 43° 57′ 18″ nord, 1° 58′ 17″ est |                | |             | Église Saint-Étienne de Fayssac                                 |
| Église Saint-Jean de Fénols                                     | Fénols                                    |                               | 43° 50′ 50″ nord, 2° 03′ 10″ est |                | |             | Église Saint-Jean de Fénols                                     |
| Église Saint-Ferréol de Fiac                                    | Fiac                                      |                               | 43° 42′ 11″ nord, 1° 54′ 18″ est |                | |             | Image manquante Téléverser                                      |
| Église Saint-Pierre de Brasis                                   | Fiac                                      |                               | 43° 41′ 04″ nord, 1° 56′ 05″ est |                | |             | Image manquante Téléverser                                      |
| Église Saint-Pierre-ès-Liens de Florentin                       | Florentin                                 |                               | 43° 53′ 19″ nord, 2° 01′ 57″ est |                | |             | Image manquante Téléverser                                      |
| Église Notre-Dame de Jaladieu                                   | Fontrieu                                  |                               | 43° 37′ 31″ nord, 2° 33′ 34″ est |                | |             | Image manquante Téléverser                                      |
| Église Sainte-Magdeleine de la Grange                           | Fontrieu                                  |                               | 43° 38′ 31″ nord, 2° 36′ 04″ est |                | |             | Église Sainte-Magdeleine de la Grange                           |
| Église Saint-Jacques de Ferrières                               | Fontrieu                                  |                               | 43° 39′ 44″ nord, 2° 26′ 53″ est |                | |             | Église Saint-Jacques de Ferrières                               |
| Église Saint-Julien de Biot                                     | Fontrieu                                  |                               | 43° 38′ 52″ nord, 2° 31′ 08″ est |                | |             | Image manquante Téléverser                                      |
| Église Saint-Laurent de Soulègre                                | Fontrieu                                  |                               | 43° 40′ 33″ nord, 2° 31′ 23″ est |                | |             | Image manquante Téléverser                                      |
| Église Saint-Louis de Cambous                                   | Fontrieu                                  |                               | 43° 40′ 25″ nord, 2° 33′ 30″ est |                | |             | Image manquante Téléverser                                      |
| Église Saint-Jacques de Fraissines                              | Fraissines                                |                               | 43° 57′ 55″ nord, 2° 30′ 54″ est |                | |             | Image manquante Téléverser                                      |
| Ancienne église de Fraissines                                   | Fraissines                                |                               | 43° 57′ 57″ nord, 2° 30′ 56″ est |                | |             | Image manquante Téléverser                                      |
| Église Saint-Pierre de Frausseilles                             | Frausseilles                              |                               | 44° 01′ 41″ nord, 1° 55′ 47″ est |                | |             | Église Saint-Pierre de Frausseilles                             |
| Église Sainte-Cécile de Fréjairolles                            | Fréjairolles                              |                               | 43° 52′ 49″ nord, 2° 13′ 53″ est |                | |             | Église Sainte-Cécile de Fréjairolles                            |
| Église Saint-Hilaire de Fréjeville                              | Fréjeville                                |                               | 43° 36′ 40″ nord, 2° 08′ 28″ est |                | |             | Image manquante Téléverser                                      |
| Église Saint-Michel de Gaillac                                  | Gaillac                                   |                               | 43° 53′ 50″ nord, 1° 53′ 46″ est | « PA00095557 » | Classé MH | 1840        | Église Saint-Michel de Gaillac                                  |
| Église Saint-Pierre de Gaillac                                  | Gaillac                                   |                               | 43° 53′ 58″ nord, 1° 53′ 51″ est | « PA00095558 » | Classé MH | 1985        | Église Saint-Pierre de Gaillac                                  |
| Église Notre-Dame de Boissel                                    | Gaillac                                   |                               | 43° 56′ 08″ nord, 1° 54′ 41″ est |                | |             | Image manquante Téléverser                                      |
| Église Sainte-Cécile d'Avès                                     | Gaillac                                   |                               | 43° 54′ 20″ nord, 1° 51′ 16″ est |                | |             | Image manquante Téléverser                                      |
| Église Saint-Jean de Gaillac                                    | Gaillac                                   |                               | 43° 54′ 10″ nord, 1° 53′ 27″ est |                | |             | Église Saint-Jean de Gaillac                                    |
| Église Saint-Jean-de-Celles de Mas de Boyer                     | Gaillac                                   |                               | 43° 56′ 33″ nord, 1° 52′ 48″ est |                | |             | Image manquante Téléverser                                      |
| Église Saint-Pierre de Vors                                     | Gaillac                                   |                               | 43° 56′ 31″ nord, 1° 51′ 32″ est |                | |             | Image manquante Téléverser                                      |
| Église Saint-Laurent de Garrevaques                             | Garrevaques                               |                               | 43° 29′ 50″ nord, 1° 58′ 29″ est |                | |             | Image manquante Téléverser                                      |
| Église Notre-Dame-de-l'Assomption de Garrigues                  | Garrigues                                 |                               | 43° 41′ 38″ nord, 1° 43′ 06″ est | « IA81030008 » | |             | Église Notre-Dame-de-l'Assomption de Garrigues                  |
| Église Notre-Dame-de-l'Assomption de Gijounet                   | Gijounet                                  |                               | 43° 42′ 48″ nord, 2° 36′ 53″ est |                | |             | Église Notre-Dame-de-l'Assomption de Gijounet                   |
| Église Saint-Salvy de Giroussens                                | Giroussens                                |                               | 43° 45′ 50″ nord, 1° 46′ 25″ est | « PA00095565 » | Inscrit MH | 1970        | Église Saint-Salvy de Giroussens                                |
| Église Saint-Anatole de Saint-Anatole (Giroussens)              | Giroussens                                |                               | 43° 46′ 02″ nord, 1° 49′ 30″ est |                | |             | Image manquante Téléverser                                      |
| Église Saint-Cyriaque de Saint-Cyriaque (Giroussens)            | Giroussens                                |                               | 43° 44′ 51″ nord, 1° 48′ 06″ est |                | |             | Image manquante Téléverser                                      |
| Église Notre-Dame du Val-d'Amour de Graulhet                    | Graulhet                                  |                               | 43° 45′ 46″ nord, 1° 59′ 19″ est |                | |             | Église Notre-Dame du Val-d'Amour de Graulhet                    |
| Église Saint-François de Graulhet                               | Graulhet                                  |                               | 43° 45′ 45″ nord, 1° 59′ 12″ est |                | |             | Image manquante Téléverser                                      |
| Église Notre-Dame-des-Vignes de Nabeillou                       | Graulhet                                  |                               | 43° 45′ 28″ nord, 1° 58′ 24″ est |                | |             | Image manquante Téléverser                                      |
| Église Saint-Mémy de Gaïrac de Graulhet                         | Graulhet                                  |                               | 43° 47′ 13″ nord, 2° 01′ 48″ est |                | |             | Image manquante Téléverser                                      |
| Église Saint-Pierre de Rosèdes de Roussel                       | Graulhet                                  |                               | 43° 46′ 13″ nord, 1° 56′ 51″ est |                | |             | Image manquante Téléverser                                      |
| Église Saint-Pierre-des-Ports de Graulhet                       | Graulhet                                  |                               | 43° 45′ 36″ nord, 2° 00′ 15″ est |                | |             | Image manquante Téléverser                                      |
| Église Notre-Dame-de-Grâce de Grazac                            | Grazac                                    |                               | 43° 48′ 15″ nord, 1° 39′ 19″ est |                | |             | Image manquante Téléverser                                      |
| Église Sainte-Anne de Grazac                                    | Grazac                                    |                               | 43° 50′ 43″ nord, 1° 39′ 13″ est |                | |             | Église Sainte-Anne de Grazac                                    |
| Église Saint-Ferréol de Montlougue                              | Grazac                                    |                               | 43° 52′ 48″ nord, 1° 38′ 19″ est |                | |             | Image manquante Téléverser                                      |
| Église Saint-Pierre-ès-Liens de Condel                          | Grazac                                    |                               | 43° 49′ 06″ nord, 1° 40′ 23″ est |                | |             | Image manquante Téléverser                                      |
| Église Saint-Pierre de Guitalens                                | Guitalens-L'Albarède                      |                               | 43° 38′ 39″ nord, 2° 02′ 10″ est |                | |             | Église Saint-Pierre de Guitalens                                |
| Église Notre-Dame d'Itzac                                       | Itzac                                     |                               | 44° 02′ 29″ nord, 1° 51′ 33″ est |                | |             | Image manquante Téléverser                                      |
| Église Saint-Jean-Baptiste de Jonquières                        | Jonquières                                |                               | 43° 39′ 00″ nord, 2° 07′ 36″ est |                | |             | Image manquante Téléverser                                      |
| Église Notre-Dame des Infournats                                | Jouqueviel                                |                               | 44° 11′ 34″ nord, 2° 06′ 29″ est | « PA00095569 » | Inscrit MH | 1978        | Église Notre-Dame des Infournats                                |
| Église Saint-Martial du Tel                                     | Jouqueviel                                |                               | 44° 11′ 04″ nord, 2° 08′ 15″ est |                | |             | Église Saint-Martial du Tel                                     |
| Église Saint-Georges de La Sauzière-Saint-Jean                  | La Sauzière-Saint-Jean                    |                               | 43° 57′ 33″ nord, 1° 39′ 24″ est |                | |             | Image manquante Téléverser                                      |
| Église Saint-Hilaire de Bleys                                   | Labarthe-Bleys                            |                               | 44° 04′ 41″ nord, 1° 53′ 49″ est |                | |             | Image manquante Téléverser                                      |
| Église Notre-Dame de Labastide-Gabausse                         | Labastide-Gabausse                        |                               | 44° 02′ 21″ nord, 2° 05′ 45″ est |                | |             | Image manquante Téléverser                                      |
| Église Saint-Saturnin-de-Bison de Labastide-Rouairoux           | Labastide-Rouairoux                       |                               | 43° 28′ 31″ nord, 2° 38′ 34″ est |                | |             | Église Saint-Saturnin-de-Bison de Labastide-Rouairoux           |
| Église Saint-Georges de Labastide-Saint-Georges                 | Labastide-Saint-Georges                   |                               | 43° 42′ 02″ nord, 1° 50′ 39″ est | « IA81030010 » | |             | Image manquante Téléverser                                      |
| Église Saint-Blaise de Labastide-de-Lévis                       | Labastide-de-Lévis                        |                               | 43° 55′ 36″ nord, 2° 00′ 33″ est | « PA00095570 » | Inscrit MH | 1950        | Église Saint-Blaise de Labastide-de-Lévis                       |
| Église Sainte-Anne de Labessière-Candeil                        | Labessière-Candeil                        |                               | 43° 48′ 06″ nord, 2° 00′ 17″ est |                | |             | Église Sainte-Anne de Labessière-Candeil                        |
| Église Saint-Jean de Laboulbène                                 | Laboulbène                                |                               | à géolocaliser                   |                | |             | Image manquante Téléverser                                      |
| Église Saint-Jean-Baptiste de Laboutarie                        | Laboutarie                                |                               | 43° 47′ 01″ nord, 2° 07′ 16″ est |                | |             | Église Saint-Jean-Baptiste de Laboutarie                        |
| Église Saint-Thyrs de Labruguière                               | Labruguière                               |                               | 43° 32′ 24″ nord, 2° 15′ 50″ est | « PA00095575 » | Inscrit MH Clocher et chœur                                                                                             | 1927        | Église Saint-Thyrs de Labruguière                               |
| Église Saint-Félix des Gaux                                     | Labruguière                               |                               | 43° 30′ 44″ nord, 2° 15′ 09″ est |                | |             | Image manquante Téléverser                                      |
| Église Saint-Hilaire du Taracou                                 | Labruguière                               |                               | 43° 31′ 12″ nord, 2° 17′ 09″ est |                | |             | Image manquante Téléverser                                      |
| Église Notre-Dame de Sales                                      | Lacabarède                                |                               | 43° 26′ 13″ nord, 2° 36′ 08″ est |                | |             | Image manquante Téléverser                                      |
| Église Saint-Louis de Lacabarède                                | Lacabarède                                |                               | 43° 28′ 09″ nord, 2° 35′ 00″ est |                | |             | Église Saint-Louis de Lacabarède                                |
| Église Saint-Jacques de Lacapelle-Pinet                         | Lacapelle-Pinet                           |                               | 44° 04′ 02″ nord, 2° 20′ 20″ est |                | |             | Image manquante Téléverser                                      |
| Église Sainte-Cécile de Lacapelle-Ségalar                       | Lacapelle-Ségalar                         |                               | 44° 06′ 56″ nord, 1° 59′ 33″ est |                | |             | Image manquante Téléverser                                      |
| Église Notre-Dame de Lacaune                                    | Lacaune                                   |                               | 43° 42′ 27″ nord, 2° 41′ 28″ est |                | |             | Église Notre-Dame de Lacaune                                    |
| Église Saint-Pierre des Vidals                                  | Lacaune                                   |                               | 43° 41′ 54″ nord, 2° 44′ 21″ est |                | |             | Église Saint-Pierre des Vidals                                  |
| Église Notre-Dame-de-l'Assomption de Lacaze                     | Lacaze                                    |                               | 43° 44′ 13″ nord, 2° 31′ 12″ est |                | |             | Église Notre-Dame-de-l'Assomption de Lacaze                     |
| Église Saint-Jean-del-Frech de Camalières                       | Lacaze                                    |                               | 43° 43′ 04″ nord, 2° 32′ 06″ est |                | |             | Image manquante Téléverser                                      |
| Église Saint-Michel-de-Léon de Roquecave                        | Lacaze                                    |                               | 43° 46′ 47″ nord, 2° 29′ 37″ est |                | |             | Image manquante Téléverser                                      |
| Église Saint-Pierre de Saint-Pierre-de-Combejac                 | Lacaze                                    |                               | 43° 45′ 12″ nord, 2° 32′ 34″ est |                | |             | Image manquante Téléverser                                      |
| Église Notre-Dame-de-l'Assomption de Lacougotte-Cadoul          | Lacougotte-Cadoul                         |                               | 43° 38′ 28″ nord, 1° 49′ 35″ est |                | |             | Église Notre-Dame-de-l'Assomption de Lacougotte-Cadoul          |
| Église Saint-Barthélemy de Lacroisille                          | Lacroisille                               |                               | 43° 34′ 58″ nord, 1° 55′ 55″ est |                | |             | Image manquante Téléverser                                      |
| Église Notre-Dame de Lacrouzette                                | Lacrouzette                               |                               | 43° 39′ 50″ nord, 2° 20′ 49″ est |                | |             | Image manquante Téléverser                                      |
| Église Saint-Martin de Lagardiolle                              | Lagardiolle                               |                               | 43° 30′ 16″ nord, 2° 05′ 38″ est |                | |             | Image manquante Téléverser                                      |
| Ancienne église de Lagardiolle                                  | Lagardiolle                               |                               | 43° 30′ 08″ nord, 2° 05′ 39″ est |                | |             | Image manquante Téléverser                                      |
| Église Saint-Julien-de-Gaïx                                     | Lagarrigue                                |                               | 43° 34′ 42″ nord, 2° 16′ 36″ est |                | |             | Église Saint-Julien-de-Gaïx                                     |
| Église Sainte-Sigolène de Lagrave                               | Lagrave                                   |                               | 43° 53′ 51″ nord, 1° 59′ 35″ est |                | |             | Église Sainte-Sigolène de Lagrave                               |
| Église Saint-André de Lejos                                     | Lamillarié                                |                               | 43° 50′ 23″ nord, 2° 09′ 58″ est |                | |             | Image manquante Téléverser                                      |
| Église Saint-Benoît de Saint-Benoît de Frédefont                | Lamillarié                                |                               | 43° 51′ 58″ nord, 2° 09′ 16″ est |                | |             | Image manquante Téléverser                                      |
| Église Notre-Dame-de-la-Visitation de Lamontélarié              | Lamontélarié                              |                               | 43° 37′ 27″ nord, 2° 36′ 19″ est |                | |             | Église Notre-Dame-de-la-Visitation de Lamontélarié              |
| Église Notre-Dame-de-l'Assomption de Laparrouquial              | Laparrouquial                             |                               | 44° 05′ 54″ nord, 2° 01′ 28″ est |                | |             | Image manquante Téléverser                                      |
| Église Saint-Martin d'Urbens de Saint-Martin                    | Larroque                                  |                               | 44° 00′ 34″ nord, 1° 40′ 55″ est |                | |             | Image manquante Téléverser                                      |
| Église Saint-Nazaire de Larroque                                | Larroque                                  |                               | 44° 00′ 13″ nord, 1° 41′ 24″ est |                | |             | Image manquante Téléverser                                      |
| Église Notre-Dame-des-Neiges de Bouisset                        | Lasfaillades                              |                               | 43° 34′ 30″ nord, 2° 29′ 35″ est |                | |             | Église Notre-Dame-des-Neiges de Bouisset                        |
| Église Notre-Dame de Lasgraisses                                | Lasgraisses                               |                               | 43° 49′ 14″ nord, 2° 02′ 18″ est |                | |             | Église Notre-Dame de Lasgraisses                                |
| Église Saint-Rémy de Lautrec                                    | Lautrec                                   |                               | 43° 42′ 20″ nord, 2° 08′ 20″ est | « PA00135477 » | Classé MH | 1999        | Église Saint-Rémy de Lautrec                                    |
| Église Notre-Dame de Provillergues                              | Lautrec                                   |                               | 43° 42′ 44″ nord, 2° 10′ 40″ est |                | |             | Image manquante Téléverser                                      |
| Église Saint-Clément de Saint-Clément (Lautrec)                 | Lautrec                                   |                               | 43° 42′ 25″ nord, 2° 09′ 36″ est |                | |             | Image manquante Téléverser                                      |
| Église Saint-Étienne de Grayssac                                | Lautrec                                   |                               | 43° 44′ 04″ nord, 2° 08′ 25″ est |                | |             | Image manquante Téléverser                                      |
| Église Saint-Martin-de-Brametourte de La Bertrandié             | Lautrec                                   |                               | 43° 41′ 52″ nord, 2° 06′ 19″ est |                | |             | Église Saint-Martin-de-Brametourte de La Bertrandié             |
| Église Saint-Martin-de-Dauzats                                  | Lautrec                                   |                               | 43° 41′ 05″ nord, 2° 10′ 19″ est |                | |             | Image manquante Téléverser                                      |
| Église Saint-Pierre-d'Expertens de Lautrec                      | Lautrec                                   |                               | 43° 40′ 00″ nord, 2° 07′ 44″ est |                | |             | Image manquante Téléverser                                      |
| Cathédrale Saint-Alain de Lavaur                                | Lavaur                                    | place Saint-Alain             | 43° 41′ 57″ nord, 1° 49′ 19″ est | « PA00095584 » | Classé MH | 1911        | Cathédrale Saint-Alain de Lavaur                                |
| Église Saint-François de Lavaur                                 | Lavaur                                    | Grand-Rue dite des Cordeliers | 43° 41′ 56″ nord, 1° 49′ 02″ est | « PA00095585 » | Classé MH | 1996        | Église Saint-François de Lavaur                                 |
| Église Notre-Dame-du-Pech de Lavaur                             | Lavaur                                    | route du Pech                 | 43° 41′ 13″ nord, 1° 48′ 15″ est |                | |             | Église Notre-Dame-du-Pech de Lavaur                             |
| Église Notre-Dame de Jonquières                                 | Lavaur                                    |                               | 43° 40′ 46″ nord, 1° 53′ 30″ est |                | |             | Image manquante Téléverser                                      |
| Église Saint-Jean de Pibrès                                     | Lavaur                                    |                               | 43° 41′ 22″ nord, 1° 46′ 18″ est |                | |             | Image manquante Téléverser                                      |
| Église Saint-Martin de Paulin                                   | Lavaur                                    |                               | 43° 39′ 26″ nord, 1° 47′ 24″ est |                | |             | Image manquante Téléverser                                      |
| Église Notre-Dame de Guior Haut                                 | Le Bez                                    |                               | 43° 38′ 03″ nord, 2° 25′ 47″ est |                | |             | Image manquante Téléverser                                      |
| Église Saint-Agnan du Bez                                       | Le Bez                                    |                               | 43° 38′ 21″ nord, 2° 28′ 55″ est |                | |             | Image manquante Téléverser                                      |
| Église Saint-Pierre du Bez                                      | Le Bez                                    |                               | 43° 36′ 30″ nord, 2° 28′ 29″ est |                | |             | Église Saint-Pierre du Bez                                      |
| Église Notre-Dame d'Albignac                                    | Le Dourn                                  |                               | 44° 01′ 02″ nord, 2° 28′ 28″ est |                | |             | Image manquante Téléverser                                      |
| Église Saint-Jean de Lacalm                                     | Le Fraysse                                |                               | 43° 54′ 16″ nord, 2° 26′ 08″ est |                | |             | Image manquante Téléverser                                      |
| Église Saint-Louis du Fraysse                                   | Le Fraysse                                |                               | 43° 53′ 52″ nord, 2° 25′ 13″ est |                | |             | Église Saint-Louis du Fraysse                                   |
| Église Saint-Pierre de Cambon-du-Temple                         | Le Fraysse                                |                               | 43° 54′ 36″ nord, 2° 24′ 19″ est |                | |             | Image manquante Téléverser                                      |
| Église Sainte-Martianne de Sainte-Martianne                     | Le Garric                                 |                               | 43° 59′ 50″ nord, 2° 09′ 46″ est |                | |             | Image manquante Téléverser                                      |
| Église Saint-Martial-de-Limoges de Pouzounac                    | Le Garric                                 |                               | 44° 01′ 09″ nord, 2° 11′ 25″ est |                | |             | Image manquante Téléverser                                      |
| Église Notre-Dame de Pourencas                                  | Le Masnau-Massuguiès                      |                               | 43° 49′ 56″ nord, 2° 33′ 42″ est |                | |             | Image manquante Téléverser                                      |
| Église Notre-Dame du Masnau                                     | Le Masnau-Massuguiès                      |                               | 43° 46′ 40″ nord, 2° 33′ 13″ est |                | |             | Image manquante Téléverser                                      |
| Église Saint-Paul de Saint-Paul-de-Massuguiès                   | Le Masnau-Massuguiès                      |                               | 43° 48′ 08″ nord, 2° 30′ 28″ est |                | |             | Église Saint-Paul de Saint-Paul-de-Massuguiès                   |
| Église de la Nativité-de-Notre-Dame du Rialet                   | Le Rialet                                 |                               | 43° 33′ 40″ nord, 2° 27′ 42″ est |                | |             | Église de la Nativité-de-Notre-Dame du Rialet                   |
| Église Notre-Dame-de-l'Assomption du Riols                      | Le Riols                                  |                               | 44° 09′ 05″ nord, 1° 54′ 38″ est |                | |             | Image manquante Téléverser                                      |
| Église Saint-Projet de Larroque                                 | Le Riols                                  |                               | 44° 07′ 52″ nord, 1° 54′ 03″ est |                | |             | Image manquante Téléverser                                      |
| Église Saint-Vincent du Suech                                   | Le Ségur                                  |                               | 44° 05′ 20″ nord, 2° 04′ 16″ est |                | |             | Image manquante Téléverser                                      |
| Église Saint-Pierre du Ségur                                    | Le Ségur                                  |                               | 44° 06′ 38″ nord, 2° 03′ 31″ est |                | |             | Image manquante Téléverser                                      |
| Église Saints-Pierre-et-Paul du Verdier                         | Le Verdier                                |                               | 43° 59′ 15″ nord, 1° 50′ 29″ est |                | |             | Église Saints-Pierre-et-Paul du Verdier                         |
| Église Saint-Mathieu du Vintrou                                 | Le Vintrou                                |                               | 43° 31′ 29″ nord, 2° 27′ 43″ est |                | |             | Image manquante Téléverser                                      |
| Église Saint-Roch de Lédas-et-Penthiès                          | Lédas-et-Penthiès                         |                               | 44° 05′ 03″ nord, 2° 22′ 59″ est |                | |             | Image manquante Téléverser                                      |
| Église Saint-Roch de Lédas-et-Penthiès                          | Lédas-et-Penthiès                         |                               | 44° 05′ 03″ nord, 2° 22′ 59″ est |                | |             | Image manquante Téléverser                                      |
| Église Sainte-Madeleine de Lempaut                              | Lempaut                                   |                               | 43° 31′ 31″ nord, 2° 04′ 18″ est |                | |             | Image manquante Téléverser                                      |
| Église Saint-Antoine des Cabannes                               | Les Cabannes                              |                               | 44° 04′ 03″ nord, 1° 56′ 09″ est | « PA00095494 » | Inscrit MH | 1974        | Église Saint-Antoine des Cabannes                               |
| Église Notre-Dame des Cammazes                                  | Les Cammazes                              |                               | 43° 24′ 46″ nord, 2° 04′ 42″ est |                | |             | Image manquante Téléverser                                      |
| Église Notre-Dame de Lescout                                    | Lescout                                   |                               | 43° 32′ 16″ nord, 2° 06′ 16″ est |                | |             | Image manquante Téléverser                                      |
| Église Saint-Michel de Lescure-d'Albigeois                      | Lescure-d'Albigeois                       |                               | 43° 56′ 59″ nord, 2° 10′ 14″ est | « PA00095590 » | Classé MH | 1883        | Église Saint-Michel de Lescure-d'Albigeois                      |
| Église Saint-Pierre de Lescure-d'Albigeois                      | Lescure-d'Albigeois                       |                               | 43° 57′ 12″ nord, 2° 10′ 06″ est |                | |             | Image manquante Téléverser                                      |
| Église Notre-Dame-de-la-Jonquière de Lisle-sur-Tarn             | Lisle-sur-Tarn                            |                               | 43° 51′ 06″ nord, 1° 48′ 37″ est | « PA00095592 » | Classé MH | 1886        | Église Notre-Dame-de-la-Jonquière de Lisle-sur-Tarn             |
| Église Notre-Dame d'Oustrières                                  | Lisle-sur-Tarn                            |                               | 43° 55′ 49″ nord, 1° 44′ 28″ est |                | |             | Image manquante Téléverser                                      |
| Église Notre-Dame de Montégut                                   | Lisle-sur-Tarn                            |                               | 43° 53′ 35″ nord, 1° 48′ 11″ est |                | |             | Image manquante Téléverser                                      |
| Église Saint-Étienne de Saint-Étienne-de-Vionan                 | Lisle-sur-Tarn                            |                               | 43° 54′ 13″ nord, 1° 46′ 55″ est |                | |             | Image manquante Téléverser                                      |
| Église Saint-Gérard de Saint-Gérard-d'Armissard                 | Lisle-sur-Tarn                            |                               | 43° 54′ 32″ nord, 1° 43′ 07″ est |                | |             | Image manquante Téléverser                                      |
| Église Saint-Pierre de Lapeyrière                               | Lisle-sur-Tarn                            |                               | 43° 53′ 37″ nord, 1° 45′ 49″ est |                | |             | Image manquante Téléverser                                      |
| Église Saint-Pierre-ès-Liens de Convers                         | Lisle-sur-Tarn                            |                               | 43° 52′ 45″ nord, 1° 45′ 18″ est |                | |             | Image manquante Téléverser                                      |
| Église Saint-Pierre-et-Saint-Blaise de Saurs                    | Lisle-sur-Tarn                            |                               | 43° 53′ 49″ nord, 1° 49′ 56″ est | « IA81013014 » | |             | Église Saint-Pierre-et-Saint-Blaise de Saurs                    |
| Église Saint-Salvy de Saint-Salvy-de-Coutens                    | Lisle-sur-Tarn                            |                               | 43° 53′ 07″ nord, 1° 47′ 28″ est |                | |             | Image manquante Téléverser                                      |
| Église Saint-Vincent d'Avens                                    | Lisle-sur-Tarn                            |                               | 43° 52′ 26″ nord, 1° 51′ 04″ est |                | |             | Image manquante Téléverser                                      |
| Église Saint-Pierre de Livers-Cazelles                          | Livers-Cazelles                           |                               | 44° 03′ 13″ nord, 1° 59′ 22″ est |                | |             | Image manquante Téléverser                                      |
| Église Saint-Martin de Saint-Martin-de-Gammarc                  | Livers-Cazelles                           |                               | 44° 03′ 27″ nord, 2° 02′ 03″ est |                | |             | Image manquante Téléverser                                      |
| Église Saint-Sernin de Saint-Sernin de Lombers                  | Lombers                                   |                               | 43° 49′ 25″ nord, 2° 07′ 37″ est |                | |             | Image manquante Téléverser                                      |
| Église Saint-Pierre de Saint-Pierre-de-Conils                   | Lombers                                   |                               | 43° 50′ 04″ nord, 2° 08′ 02″ est |                | |             | Image manquante Téléverser                                      |
| Église Saint-Martin de Lombers                                  | Lombers                                   |                               | 43° 48′ 14″ nord, 2° 08′ 56″ est |                | |             | Église Saint-Martin de Lombers                                  |
| Église Saint-Denis de Loubers                                   | Loubers                                   |                               | 44° 02′ 36″ nord, 1° 53′ 41″ est | « PA00095595 » | Inscrit MH | 1978        | Église Saint-Denis de Loubers                                   |
| Église Saint-Laurent de Loupiac                                 | Loupiac                                   |                               | 43° 49′ 38″ nord, 1° 46′ 48″ est |                | |             | Église Saint-Laurent de Loupiac                                 |
| Église Saint-Blaise de Lugan                                    | Lugan                                     |                               | 43° 44′ 02″ nord, 1° 42′ 56″ est |                | |             | Image manquante Téléverser                                      |
| Église Saint-Salvy de Magrin                                    | Magrin                                    |                               | 43° 36′ 44″ nord, 1° 55′ 36″ est |                | |             | Image manquante Téléverser                                      |
| Église Saint-André de Magrin                                    | Magrin                                    |                               | 43° 37′ 32″ nord, 1° 54′ 42″ est | « PA00095597 » | Inscrit MH Voûte ornée de peintures de la sacristie                                                                     | 1929        | Image manquante Téléverser                                      |
| Église Saint-Éloi de Mailhoc                                    | Mailhoc                                   |                               | 44° 00′ 17″ nord, 2° 04′ 13″ est | « PA00095599 » | Inscrit MH | 1927        | Église Saint-Éloi de Mailhoc                                    |
| Église de Saint-Jean-le-Froid                                   | Mailhoc                                   |                               | 44° 00′ 24″ nord, 2° 05′ 46″ est | « PA00095600 » | Inscrit MH | 1928        | Église de Saint-Jean-le-Froid                                   |
| Église Saint-Médard de Marnaves                                 | Marnaves                                  |                               | 1° 53′ 20″ nord, 1° 53′ 20″ est  |                | |             | Image manquante Téléverser                                      |
| Église Saint-Orens de Marssac-sur-Tarn                          | Marssac-sur-Tarn                          |                               | 43° 54′ 59″ nord, 2° 01′ 44″ est |                | |             | Église Saint-Orens de Marssac-sur-Tarn                          |
| Église Saint-Sauveur de Marzens                                 | Marzens                                   |                               | 43° 39′ 11″ nord, 1° 50′ 35″ est | « IA81030038 » | |             | Image manquante Téléverser                                      |
| Église Saint-Martin de Massac-Séran                             | Massac-Séran                              |                               | 43° 39′ 53″ nord, 1° 51′ 35″ est | « IA81030048 » | |             | Image manquante Téléverser                                      |
| Église Saint-Étienne de Séran                                   | Massac-Séran                              |                               | 43° 40′ 30″ nord, 1° 51′ 41″ est |                | |             | Image manquante Téléverser                                      |
| Église Saint-Jean de Massaguel                                  | Massaguel                                 |                               | 43° 29′ 32″ nord, 2° 09′ 38″ est | « IA81010421 » | |             | Image manquante Téléverser                                      |
| Église Saint-Simplice de Massals                                | Massals                                   |                               | 43° 51′ 04″ nord, 2° 31′ 27″ est |                | |             | Image manquante Téléverser                                      |
| Église Notre-Dame de Maurens-Scopont                            | Maurens-Scopont                           |                               | 43° 35′ 45″ nord, 1° 48′ 50″ est |                | |             | Image manquante Téléverser                                      |
| Église Notre-Dame de Mazamet                                    | Mazamet                                   |                               | 43° 29′ 34″ nord, 2° 22′ 42″ est |                | |             | Église Notre-Dame de Mazamet                                    |
| Église Saint-Augustin des Lombards                              | Mazamet                                   |                               | 43° 27′ 14″ nord, 2° 20′ 13″ est |                | |             | Image manquante Téléverser                                      |
| Église Saint-Julien de Roquerlan                                | Mazamet                                   |                               | 43° 26′ 06″ nord, 2° 24′ 08″ est |                | |             | Image manquante Téléverser                                      |
| Église Saint-Pierre-des-Plots de Mazamet                        | Mazamet                                   |                               | 43° 27′ 41″ nord, 2° 22′ 51″ est |                | |             | Image manquante Téléverser                                      |
| Église Saint-Sauveur de Mazamet                                 | Mazamet                                   |                               | 43° 29′ 21″ nord, 2° 22′ 32″ est | « IA81001926 » | |             | Église Saint-Sauveur de Mazamet                                 |
| Église du Sacré-Cœur de Mazamet                                 | Mazamet                                   |                               | à géolocaliser                   |                | |             | Image manquante Téléverser                                      |
| Église Notre-Dame de Mézens                                     | Mézens                                    |                               | 43° 47′ 16″ nord, 1° 40′ 12″ est |                | |             | Église Notre-Dame de Mézens                                     |
| Église Saint-Pierre-ès-Liens de Milhars                         | Milhars                                   |                               | 44° 07′ 35″ nord, 1° 53′ 00″ est |                | |             | Église Saint-Pierre-ès-Liens de Milhars                         |
| Église Saint-Cyrice de Milhavet                                 | Milhavet                                  |                               | 44° 01′ 43″ nord, 2° 01′ 36″ est |                | |             | Image manquante Téléverser                                      |
| Église Sainte-Radegonde de Miolles                              | Miolles                                   |                               | 43° 53′ 19″ nord, 2° 32′ 50″ est |                | |             | Image manquante Téléverser                                      |
| Église Sainte-Germaine de Dèzes                                 | Mirandol-Bourgnounac                      |                               | 44° 06′ 58″ nord, 2° 11′ 49″ est |                | |             | Église Sainte-Germaine de Dèzes                                 |
| Église Sainte-Madeleine du Pont de Cirou                        | Mirandol-Bourgnounac                      |                               | 44° 08′ 15″ nord, 2° 10′ 55″ est |                | |             | Image manquante Téléverser                                      |
| Église de la Sainte-Trinité de Cazouls                          | Mirandol-Bourgnounac                      |                               | 44° 09′ 48″ nord, 2° 09′ 59″ est |                | |             | Image manquante Téléverser                                      |
| Église Notre-Dame-de-l'Assomption de Mirandol-Bourgnounac       | Mirandol-Bourgnounac                      |                               | 44° 08′ 30″ nord, 2° 10′ 07″ est |                | |             | Église Notre-Dame-de-l'Assomption de Mirandol-Bourgnounac       |
| Église Saint-Michel du Carrelié                                 | Mirandol-Bourgnounac                      |                               | 44° 09′ 06″ nord, 2° 11′ 50″ est |                | |             | Image manquante Téléverser                                      |
| Église Saint-Barthélemy de Missècle                             | Missècle                                  |                               | 43° 43′ 09″ nord, 1° 59′ 28″ est |                | |             | Église Saint-Barthélemy de Missècle                             |
| Église Saint-Hippolyte de Monestiés                             | Monestiés                                 |                               | 44° 03′ 36″ nord, 2° 04′ 13″ est | « PA00095605 » | Inscrit MH | 1927        | Église Saint-Hippolyte de Monestiés                             |
| Église Saint-Pierre de Monestiés                                | Monestiés                                 |                               | 44° 04′ 15″ nord, 2° 05′ 46″ est | « PA00095604 » | Classé MH Clocher et chœur ; Inscrit MH Église, à l'exclusion des parties classées                                      | 1979 ; 1979 | Église Saint-Pierre de Monestiés                                |
| Église Saint-Jacques de Camalières                              | Monestiés                                 |                               | 44° 06′ 27″ nord, 2° 06′ 02″ est |                | |             | Image manquante Téléverser                                      |
| Église Saint-Michel de Mont-Roc                                 | Mont-Roc                                  |                               | 43° 48′ 08″ nord, 2° 22′ 10″ est |                | |             | Église Saint-Michel de Mont-Roc                                 |
| Église Saint-Michel de Moncouyoul de Mont-Roc                   | Mont-Roc                                  |                               | 43° 48′ 05″ nord, 2° 22′ 00″ est |                | |             | Image manquante Téléverser                                      |
| Église Saint-Martin de Montans                                  | Montans                                   |                               | 43° 52′ 04″ nord, 1° 53′ 11″ est |                | |             | Église Saint-Martin de Montans                                  |
| Église Saint-Martin de Saint-Martin-du-Taur                     | Montans                                   |                               | 43° 51′ 00″ nord, 1° 49′ 54″ est |                | |             | Image manquante Téléverser                                      |
| Église Saint-Sernin de Montcabrier                              | Montcabrier                               |                               | 43° 37′ 39″ nord, 1° 43′ 58″ est | « IA81030064 » | |             | Église Saint-Sernin de Montcabrier                              |
| Église Saint-Pierre de Montdragon                               | Montdragon                                |                               | 43° 46′ 29″ nord, 2° 06′ 15″ est |                | |             | Église Saint-Pierre de Montdragon                               |
| Église Saint-Hilaire de Montdurausse                            | Montdurausse                              |                               | 43° 56′ 53″ nord, 1° 34′ 03″ est |                | |             | Image manquante Téléverser                                      |
| Église Notre-Dame de Montels                                    | Montels                                   |                               | 43° 57′ 45″ nord, 1° 53′ 36″ est |                | |             | Image manquante Téléverser                                      |
| Église de Montfa                                                | Montfa                                    |                               | à géolocaliser                   |                | |             | Image manquante Téléverser                                      |
| Église Saint-Michel de Montgaillard                             | Montgaillard                              |                               | 43° 54′ 26″ nord, 1° 35′ 42″ est |                | |             | Image manquante Téléverser                                      |
| Église Saint-Loup de Villette                                   | Montgaillard                              |                               | 43° 54′ 16″ nord, 1° 37′ 02″ est |                | |             | Image manquante Téléverser                                      |
| Église Saint-Barthélemy de Montgey                              | Montgey                                   |                               | 43° 30′ 43″ nord, 1° 56′ 01″ est | « PA00095609 » | Inscrit MH | 1979        | Église Saint-Barthélemy de Montgey                              |
| Église Saint-Jacques de Montirat                                | Montirat                                  |                               | 44° 09′ 32″ nord, 2° 06′ 11″ est | « PA00095674 » | Inscrit MH | 1992        | Église Saint-Jacques de Montirat                                |
| Église Saint-Thomas-de-Cantorbéry de Lagarde-Viaur              | Montirat                                  |                               | 44° 10′ 45″ nord, 2° 03′ 36″ est | « PA81000034 » | Inscrit MH | 2008        | Église Saint-Thomas-de-Cantorbéry de Lagarde-Viaur              |
| Église Saint-Martin de Canezac                                  | Montirat                                  |                               | 44° 10′ 03″ nord, 2° 06′ 36″ est |                | |             | Église Saint-Martin de Canezac                                  |
| Église Saint-Michel de Darnis                                   | Montirat                                  |                               | 44° 07′ 59″ nord, 2° 05′ 36″ est |                | |             | Image manquante Téléverser                                      |
| Église Saint-Pierre de Mazières                                 | Montpinier                                |                               | 43° 40′ 39″ nord, 2° 12′ 14″ est |                | |             | Église Saint-Pierre de Mazières                                 |
| Église Notre-Dame-de-Ruffys de La Rivarié                       | Montredon-Labessonnié                     |                               | 43° 42′ 33″ nord, 2° 20′ 35″ est |                | |             | Église Notre-Dame-de-Ruffys de La Rivarié                       |
| Église Saint-Amans de Saint-Amans de Négrin                     | Montredon-Labessonnié                     |                               | 43° 43′ 18″ nord, 2° 16′ 05″ est |                | |             | Image manquante Téléverser                                      |
| Église Saint-Georges de Bouyrols                                | Montredon-Labessonnié                     |                               | 43° 41′ 12″ nord, 2° 18′ 53″ est |                | |             | Image manquante Téléverser                                      |
| Église Saint-Jean de Blaucau                                    | Montredon-Labessonnié                     |                               | 43° 41′ 48″ nord, 2° 22′ 58″ est |                | |             | Image manquante Téléverser                                      |
| Église Saint-Jean-Baptiste de Labessonnié                       | Montredon-Labessonnié                     |                               | 43° 43′ 16″ nord, 2° 19′ 36″ est |                | |             | Église Saint-Jean-Baptiste de Labessonnié                       |
| Église Notre-Dame des Fournials                                 | Montredon-Labessonnié                     |                               | 43° 43′ 00″ nord, 2° 14′ 27″ est |                | |             | Image manquante Téléverser                                      |
| Église Saint-Martin de Calmès                                   | Montredon-Labessonnié                     |                               | 43° 44′ 18″ nord, 2° 17′ 10″ est |                | |             | Image manquante Téléverser                                      |
| Église Saint-Salvy de Salclas                                   | Montredon-Labessonnié                     |                               | 43° 45′ 09″ nord, 2° 21′ 11″ est |                | |             | Image manquante Téléverser                                      |
| Église de la Nativité-de-Notre-Dame de Montrosier               | Montrosier                                |                               | 44° 08′ 16″ nord, 1° 50′ 09″ est |                | |             | Église de la Nativité-de-Notre-Dame de Montrosier               |
| Église Saint-Martin de Montvalen                                | Montvalen                                 |                               | 43° 51′ 52″ nord, 1° 35′ 20″ est |                | |             | Image manquante Téléverser                                      |
| Église Notre-Dame-de-l'Assomption de Moularès                   | Moularès                                  |                               | 44° 04′ 22″ nord, 2° 17′ 37″ est |                | |             | Image manquante Téléverser                                      |
| Église Saint-Martin de Moulayrès                                | Moulayrès                                 |                               | 43° 41′ 48″ nord, 2° 01′ 44″ est |                | |             | Image manquante Téléverser                                      |
| Église de la Nativité de Moulin-Mage                            | Moulin-Mage                               |                               | 43° 42′ 42″ nord, 2° 48′ 18″ est |                | |             | Église de la Nativité de Moulin-Mage                            |
| Église Saint-Hilaire de Cabannes                                | Moulin-Mage                               |                               | 43° 43′ 41″ nord, 2° 46′ 16″ est |                | |             | Église Saint-Hilaire de Cabannes                                |
| Église Notre-Dame de Mouzens                                    | Mouzens                                   |                               | 43° 31′ 43″ nord, 1° 53′ 16″ est |                | |             | Image manquante Téléverser                                      |
| Église Saint-Michel de Mouzieys-Panens                          | Mouzieys-Panens                           |                               | 44° 05′ 25″ nord, 1° 55′ 58″ est | « PA00095610 » | Classé MH | 1979        | Église Saint-Michel de Mouzieys-Panens                          |
| Église Saint-Pierre de Panens                                   | Mouzieys-Panens                           |                               | 44° 06′ 14″ nord, 1° 56′ 21″ est |                | |             | Image manquante Téléverser                                      |
| Église Saint-Jean-Baptiste de Mouzieys-Teulet                   | Mouzieys-Teulet                           |                               | 43° 51′ 54″ nord, 2° 16′ 29″ est |                | |             | Église Saint-Jean-Baptiste de Mouzieys-Teulet                   |
| Église Saint-Étienne de Murat-sur-Vèbre                         | Murat-sur-Vèbre                           |                               | 43° 40′ 52″ nord, 2° 51′ 03″ est |                | |             | Église Saint-Étienne de Murat-sur-Vèbre                         |
| Église Saint-Pierre-et-Saint-Paul de la Bessière                | Murat-sur-Vèbre                           |                               | 43° 43′ 36″ nord, 2° 51′ 32″ est |                | |             | Église Saint-Pierre-et-Saint-Paul de la Bessière                |
| Église Saint-Pierre de Canac                                    | Murat-sur-Vèbre                           |                               | 43° 43′ 11″ nord, 2° 54′ 55″ est |                | |             | Église Saint-Pierre de Canac                                    |
| Église Notre-Dame de Boissezon de Masviel                       | Murat-sur-Vèbre                           |                               | à géolocaliser                   |                | |             | Église Notre-Dame de Boissezon de Masviel                       |
| Église Saint-Victor de Nages                                    | Nages                                     |                               | 43° 40′ 31″ nord, 2° 46′ 46″ est |                | |             | Église Saint-Victor de Nages                                    |
| Église et prieuré Saint-Pierre de Tastavy                       | Nages                                     |                               | 43° 38′ 52″ nord, 2° 42′ 17″ est |                | |             | Église et prieuré Saint-Pierre de Tastavy                       |
| Église Notre-Dame de Villelongue                                | Nages                                     |                               | 43° 38′ 02″ nord, 2° 46′ 06″ est |                | |             | Église Notre-Dame de Villelongue                                |
| Église Notre-Dame de Condomines                                 | Nages                                     |                               | 43° 40′ 12″ nord, 2° 48′ 36″ est |                | |             | Église Notre-Dame de Condomines                                 |
| Église Saint-Jean de Navès                                      | Navès                                     |                               | 43° 33′ 57″ nord, 2° 13′ 24″ est |                | |             | Image manquante Téléverser                                      |
| Église Notre-Dame de Noailhac                                   | Noailhac                                  |                               | 43° 34′ 20″ nord, 2° 21′ 08″ est | « PA00095611 » | Inscrit MH Portail Ouest                                                                                                | 1972        | Église Notre-Dame de Noailhac                                   |
| Église Saint-Pierre-et-Saint-Paul de Noailles                   | Noailles                                  |                               | 44° 00′ 33″ nord, 1° 59′ 00″ est | « PA00095612 » | Inscrit MH | 1970        | Église Saint-Pierre-et-Saint-Paul de Noailles                   |
| Église Saint-Martial d'Orban                                    | Orban                                     |                               | 43° 50′ 33″ nord, 2° 05′ 02″ est |                | |             | Église Saint-Martial d'Orban                                    |
| Église Sainte-Germaine de Padiès                                | Padiès                                    |                               | 44° 02′ 44″ nord, 2° 23′ 47″ est |                | |             | Image manquante Téléverser                                      |
| Église Notre-Dame de Tels                                       | Padiès                                    |                               | 44° 02′ 46″ nord, 2° 21′ 18″ est |                | |             | Image manquante Téléverser                                      |
| Église Saint-Marcel de Padiès                                   | Padiès                                    |                               | 44° 03′ 28″ nord, 2° 22′ 36″ est |                | |             | Image manquante Téléverser                                      |
| Église Saint-Martin de Palleville                               | Palleville                                |                               | 43° 30′ 04″ nord, 1° 59′ 45″ est |                | |             | Image manquante Téléverser                                      |
| Église Notre-Dame de Pampelonne                                 | Pampelonne                                |                               | 44° 07′ 31″ nord, 2° 14′ 47″ est |                | |             | Église Notre-Dame de Pampelonne                                 |
| Église Saint-Jean-Baptiste de Prunet                            | Pampelonne                                |                               | 44° 07′ 32″ nord, 2° 13′ 32″ est |                | |             | Église Saint-Jean-Baptiste de Prunet                            |
| Église Saint-Marcellin de Lunaguet                              | Pampelonne                                |                               | 44° 05′ 44″ nord, 2° 14′ 28″ est |                | |             | Image manquante Téléverser                                      |
| Église Saint-Martin de Teillet                                  | Pampelonne                                |                               | 44° 08′ 16″ nord, 2° 17′ 04″ est |                | |             | Image manquante Téléverser                                      |
| Église Notre-Dame-d'Ourtiguet de Paulinet                       | Paulinet                                  |                               | 43° 51′ 49″ nord, 2° 25′ 28″ est |                | |             | Image manquante Téléverser                                      |
| Église Notre-Dame-de-la-Garde de Paulinet                       | Paulinet                                  |                               | 43° 48′ 39″ nord, 2° 28′ 13″ est |                | |             | Image manquante Téléverser                                      |
| Église Sainte-Anne de Pommardelle                               | Paulinet                                  |                               | 43° 50′ 39″ nord, 2° 29′ 43″ est |                | |             | Image manquante Téléverser                                      |
| Église Saint-Étienne-de-Terrabusset de Paulinet                 | Paulinet                                  |                               | 43° 51′ 05″ nord, 2° 22′ 24″ est |                | |             | Image manquante Téléverser                                      |
| Église Saint-Jacques de Ginestières                             | Paulinet                                  |                               | 43° 52′ 55″ nord, 2° 21′ 36″ est |                | |             | Image manquante Téléverser                                      |
| Église Saint-Jean-Baptiste de Saint-Jean-de-Jeannes             | Paulinet                                  |                               | 43° 49′ 24″ nord, 2° 26′ 59″ est |                | |             | Image manquante Téléverser                                      |
| Église Saint-Projet de Paulinet                                 | Paulinet                                  |                               | 43° 50′ 57″ nord, 2° 25′ 49″ est |                | |             | Image manquante Téléverser                                      |
| Église Saint-Michel de Payrin                                   | Payrin-Augmontel                          |                               | 43° 31′ 16″ nord, 2° 21′ 21″ est |                | |             | Image manquante Téléverser                                      |
| Église Sainte-Marie-Madeleine d'Augmontel                       | Payrin-Augmontel                          |                               | 43° 32′ 46″ nord, 2° 20′ 58″ est |                | |             | Église Sainte-Marie-Madeleine d'Augmontel                       |
| Église Notre-Dame de Péchaudier                                 | Péchaudier                                |                               | 43° 32′ 28″ nord, 1° 56′ 19″ est |                | |             | Image manquante Téléverser                                      |
| Église Sainte-Catherine de Penne                                | Penne                                     |                               | 44° 04′ 38″ nord, 1° 43′ 46″ est | « PA00095616 » | Inscrit MH | 1954        | Église Sainte-Catherine de Penne                                |
| Église Notre-Dame de Roussergue                                 | Penne                                     |                               | 44° 05′ 05″ nord, 1° 44′ 43″ est |                | |             | Image manquante Téléverser                                      |
| Église Saint-Pantaléon de Belaygue                              | Penne                                     |                               | 44° 05′ 07″ nord, 1° 46′ 41″ est |                | |             | Image manquante Téléverser                                      |
| Église Saint-Paul de Saint-Paul-de-Mamiac                       | Penne                                     |                               | 44° 03′ 40″ nord, 1° 43′ 22″ est |                | |             | Image manquante Téléverser                                      |
| Église Saint-Vergondin-de-Saliès de La Brégarié                 | Penne                                     |                               | 44° 05′ 01″ nord, 1° 44′ 04″ est |                | |             | Image manquante Téléverser                                      |
| Église Saint-Pierre de Peyregoux                                | Peyregoux                                 |                               | 43° 42′ 03″ nord, 2° 12′ 11″ est | « PA81000037 » | Inscrit MH | 2008        | Église Saint-Pierre de Peyregoux                                |
| Église Saint-Laurent de Saint-Laurent-de-Bosgros                | Peyrole                                   |                               | 43° 48′ 11″ nord, 1° 56′ 31″ est |                | |             | Image manquante Téléverser                                      |
| Église Saint-Maurice de Saint-Maurice (Peyrole)                 | Peyrole                                   |                               | 43° 48′ 19″ nord, 1° 53′ 54″ est |                | |             | Image manquante Téléverser                                      |
| Église Saint-Baudille de Saint-Baudille (Pont-de-Larn)          | Pont-de-Larn                              |                               | 43° 31′ 04″ nord, 2° 24′ 10″ est |                | |             | Image manquante Téléverser                                      |
| Église Saint-Jean-Baptiste de Pont-de-Larn                      | Pont-de-Larn                              |                               | 43° 30′ 14″ nord, 2° 24′ 24″ est |                | |             | Église Saint-Jean-Baptiste de Pont-de-Larn                      |
| Église Saint-Pierre de Poudis                                   | Poudis                                    |                               | 43° 31′ 16″ nord, 1° 58′ 59″ est |                | |             | Image manquante Téléverser                                      |
| Église Saint-Eugène de Poulan                                   | Poulan-Pouzols                            |                               | 43° 51′ 32″ nord, 2° 07′ 02″ est |                | |             | Église Saint-Eugène de Poulan                                   |
| Église Saint-Jean-Baptiste de Pouzols                           | Poulan-Pouzols                            |                               | 43° 51′ 21″ nord, 2° 05′ 33″ est |                | |             | Image manquante Téléverser                                      |
| Église Saint-Albin de Prades                                    | Prades                                    |                               | 43° 36′ 41″ nord, 1° 58′ 19″ est |                | |             | Image manquante Téléverser                                      |
| Église Saint-Hilaire de Pratviel                                | Pratviel                                  |                               | 43° 38′ 18″ nord, 1° 53′ 04″ est |                | |             | Image manquante Téléverser                                      |
| Église Saint-Luc de Puéchoursi                                  | Puéchoursi                                |                               | 43° 31′ 02″ nord, 1° 54′ 33″ est |                | |             | Image manquante Téléverser                                      |
| Église Notre-Dame de Larmès                                     | Puybegon                                  |                               | 43° 45′ 46″ nord, 1° 53′ 12″ est |                | |             | Image manquante Téléverser                                      |
| Église Saint-Martin-de-Grizac de Puybegon                       | Puybegon                                  | (église désacralisée)         | 43° 46′ 54″ nord, 1° 52′ 43″ est |                | |             | Image manquante Téléverser                                      |
| Église Saint-Sigismond de Puybegon                              | Puybegon                                  |                               | 43° 47′ 27″ nord, 1° 53′ 43″ est |                | |             | Image manquante Téléverser                                      |
| Église Saint-Salvy de Puycalvel                                 | Puycalvel                                 |                               | 43° 40′ 44″ nord, 2° 05′ 41″ est |                | |             | Image manquante Téléverser                                      |
| Église Notre-Dame de Laval                                      | Puycelsi                                  |                               | 43° 58′ 51″ nord, 1° 42′ 34″ est |                | |             | Image manquante Téléverser                                      |
| Église Sainte-Catherine de Sainte-Catherine (Puycelsi)          | Puycelsi                                  |                               | 43° 58′ 52″ nord, 1° 39′ 51″ est |                | |             | Image manquante Téléverser                                      |
| Église Saint-Corneille de Puycelsi                              | Puycelsi                                  |                               | 43° 59′ 35″ nord, 1° 42′ 37″ est | « PA81000056 » | Inscrit MH | 2018        | Église Saint-Corneille de Puycelsi                              |
| Église Saint-Jacques de Lacapelle                               | Puycelsi                                  |                               | 43° 57′ 36″ nord, 1° 44′ 18″ est |                | |             | Image manquante Téléverser                                      |
| Église Saint-Maurice de Puycelsi                                | Puycelsi                                  |                               | 43° 59′ 25″ nord, 1° 43′ 30″ est |                | |             | Image manquante Téléverser                                      |
| Église de Montsalvy                                             | Puygouzon                                 |                               | 43° 52′ 35″ nord, 2° 10′ 02″ est |                | |             | Image manquante Téléverser                                      |
| Église Sainte-Catherine de Labastide-Dénat                      | Puygouzon                                 |                               | 43° 52′ 02″ nord, 2° 11′ 27″ est |                | |             | Image manquante Téléverser                                      |
| Église Saint-Geniès de La Brugue                                | Puygouzon                                 |                               | 43° 53′ 22″ nord, 2° 09′ 27″ est |                | |             | Image manquante Téléverser                                      |
| Église Saint-Sernin-d'Entremonts de Creyssens                   | Puygouzon                                 |                               | 43° 53′ 46″ nord, 2° 10′ 44″ est |                | |             | Image manquante Téléverser                                      |
| Église Notre-Dame d'Ardialle                                    | Puylaurens                                |                               | 43° 35′ 58″ nord, 2° 02′ 30″ est |                | |             | Image manquante Téléverser                                      |
| Église Notre-Dame de La Barthe                                  | Puylaurens                                |                               | 43° 32′ 56″ nord, 2° 02′ 15″ est |                | |             | Image manquante Téléverser                                      |
| Église Saint-Étienne de Florac                                  | Puylaurens                                |                               | 43° 35′ 47″ nord, 2° 00′ 22″ est |                | |             | Image manquante Téléverser                                      |
| Église Saint-Jean de Saint-Jean-de-Tourtray                     | Puylaurens                                |                               | 43° 35′ 06″ nord, 2° 01′ 54″ est |                | |             | Église Saint-Jean de Saint-Jean-de-Tourtray                     |
| Église Notre-Dame de Sabournac                                  | Puylaurens                                |                               | 43° 37′ 17″ nord, 2° 01′ 13″ est |                | |             | Image manquante Téléverser                                      |
| Église Notre-Dame-du-Lac de Puylaurens                          | Puylaurens                                |                               | 43° 34′ 20″ nord, 2° 00′ 49″ est |                | |             | Image manquante Téléverser                                      |
| Église Saint-Loup de Saint-Loup (Puylaurens)                    | Puylaurens                                |                               | 43° 34′ 16″ nord, 1° 57′ 59″ est |                | |             | Image manquante Téléverser                                      |
| Église Saint-Théodard de Vénès                                  | Puylaurens                                |                               | 43° 36′ 20″ nord, 2° 00′ 26″ est |                | |             | Image manquante Téléverser                                      |
| Église Notre-Dame-du-Bourg de Rabastens                         | Rabastens                                 |                               | 43° 49′ 16″ nord, 1° 43′ 29″ est | « PA00095621 » | Classé MH | 1899        | Église Notre-Dame-du-Bourg de Rabastens                         |
| Église des Pénitents blancs de Rabastens                        | Rabastens                                 |                               | 43° 49′ 22″ nord, 1° 43′ 33″ est | « PA00095622 » | Inscrit MH Portail occidental                                                                                           | 1960        | Église des Pénitents blancs de Rabastens                        |
| Église Saint-André de Mareux - les Massiers                     | Rabastens                                 |                               | 43° 51′ 54″ nord, 1° 41′ 57″ est |                | |             | Image manquante Téléverser                                      |
| Église Saint-Georges de Saint-Géry                              | Rabastens                                 |                               | 43° 49′ 59″ nord, 1° 46′ 28″ est |                | |             | Image manquante Téléverser                                      |
| Église Saint-Jean de Puycheval                                  | Rabastens                                 |                               | 43° 48′ 37″ nord, 1° 42′ 16″ est |                | |             | Église Saint-Jean de Puycheval                                  |
| Église Saint-Martin de Guiddal de Rabastens                     | Rabastens                                 |                               | 43° 49′ 55″ nord, 1° 41′ 17″ est |                | |             | Image manquante Téléverser                                      |
| Église Saint-Pierre de Raust                                    | Rabastens                                 |                               | 43° 52′ 30″ nord, 1° 41′ 16″ est |                | |             | Image manquante Téléverser                                      |
| Église Saint-Pierre de Saint-Caprais                            | Rabastens                                 |                               | 43° 52′ 24″ nord, 1° 42′ 59″ est |                | |             | Image manquante Téléverser                                      |
| Église Saint-Pierre de Vertus                                   | Rabastens                                 |                               | 43° 52′ 06″ nord, 1° 44′ 07″ est |                | |             | Image manquante Téléverser                                      |
| Église Saint-Salvy de Saint-Salvy-de-Belmontet                  | Rabastens                                 |                               | 43° 53′ 28″ nord, 1° 42′ 55″ est |                | |             | Image manquante Téléverser                                      |
| Église Saint-Symphorien de Ladin                                | Rabastens                                 |                               | 43° 51′ 19″ nord, 1° 46′ 14″ est |                | |             | Image manquante Téléverser                                      |
| Église Notre-Dame du château                                    | Rabastens                                 |                               | à géolocaliser                   |                | |             | Image manquante Téléverser                                      |
| Église Saint-Amans de Pratméja                                  | Rabastens                                 |                               | à géolocaliser                   |                | |             | Image manquante Téléverser                                      |
| Église Saint-Genest de Lauzefan                                 | Rabastens                                 |                               | à géolocaliser                   |                | |             | Image manquante Téléverser                                      |
| Église Saint-Jean de Blonac                                     | Rabastens                                 |                               | à géolocaliser                   |                | |             | Image manquante Téléverser                                      |
| Église Saint-Martin (Saint-Étienne) de Teyssode                 | Rabastens                                 |                               | à géolocaliser                   |                | |             | Image manquante Téléverser                                      |
| Église Saint-Martin de Mours                                    | Rabastens                                 |                               | à géolocaliser                   |                | |             | Image manquante Téléverser                                      |
| Église Saint-Massal                                             | Rabastens                                 | (annexe de Raust)             | à géolocaliser                   |                | |             | Image manquante Téléverser                                      |
| Église Saint-Robert des Filles                                  | Rabastens                                 |                               | à géolocaliser                   |                | |             | Image manquante Téléverser                                      |
| Église Saint-Georges de Mézerac                                 | Rabastens                                 |                               | à géolocaliser                   |                | |             | Image manquante Téléverser                                      |
| Église Notre-Dame de la Recoste                                 | Rabastens                                 |                               | à géolocaliser                   |                | |             | Image manquante Téléverser                                      |
| Église Notre-Dame de la Recoste                                 | Rabastens                                 |                               | à géolocaliser                   |                | |             | Image manquante Téléverser                                      |
| Église Saint-Martin de Rayssac                                  | Rayssac                                   |                               | 43° 49′ 04″ nord, 2° 24′ 55″ est |                | |             | Image manquante Téléverser                                      |
| Église Notre-Dame-du-Taur de Réalmont                           | Réalmont                                  |                               | 43° 46′ 34″ nord, 2° 11′ 19″ est |                | |             | Image manquante Téléverser                                      |
| Église Saint-Jean-Baptiste de Rivières                          | Rivières                                  |                               | 43° 54′ 48″ nord, 1° 57′ 46″ est |                | |             | Église Saint-Jean-Baptiste de Rivières                          |
| Église Saint-François de Roquecourbe                            | Roquecourbe                               |                               | 43° 39′ 52″ nord, 2° 17′ 35″ est |                | |             | Église Saint-François de Roquecourbe                            |
| Église Sainte-Quitterie de Roquemaure                           | Roquemaure                                |                               | 43° 48′ 49″ nord, 1° 37′ 22″ est |                | |             | Image manquante Téléverser                                      |
| Église Saint-Pierre de Réal                                     | Roquemaure                                |                               | 43° 49′ 48″ nord, 1° 37′ 10″ est |                | |             | Image manquante Téléverser                                      |
| Église Saint-Blaise de Roquevidal                               | Roquevidal                                |                               | 43° 37′ 29″ nord, 1° 51′ 43″ est | « IA81030067 » | |             | Image manquante Téléverser                                      |
| Église Saint-Eugène de Rosières                                 | Rosières                                  |                               | 44° 02′ 38″ nord, 2° 11′ 03″ est |                | |             | Église Saint-Eugène de Rosières                                 |
| Église Notre-Dame-de-l'Assomption de Rouairoux                  | Rouairoux                                 |                               | 43° 29′ 29″ nord, 2° 34′ 10″ est |                | |             | Image manquante Téléverser                                      |
| Église Saint-Martin de Rouffiac                                 | Rouffiac                                  |                               | 43° 52′ 56″ nord, 2° 04′ 09″ est |                | |             | Église Saint-Martin de Rouffiac                                 |
| Église Notre-Dame-de-l'Assomption de Roussayrolles              | Roussayrolles                             |                               | 44° 06′ 08″ nord, 1° 50′ 01″ est |                | |             | Église Notre-Dame-de-l'Assomption de Roussayrolles              |
| Église Saint-Théodard de Saint-Affrique-les-Montagnes           | Saint-Affrique-les-Montagnes              |                               | 43° 32′ 18″ nord, 2° 12′ 11″ est |                | |             | Église Saint-Théodard de Saint-Affrique-les-Montagnes           |
| Église Saint-Agnan de Saint-Agnan                               | Saint-Agnan                               |                               | 43° 41′ 43″ nord, 1° 44′ 02″ est |                | |             | Image manquante Téléverser                                      |
| Église Saint-Barthélemy de Saint-Amancet                        | Saint-Amancet                             |                               | 43° 27′ 57″ nord, 2° 06′ 06″ est |                | |             | Image manquante Téléverser                                      |
| Église Notre-Dame de Saint-Amans-Soult                          | Saint-Amans-Soult                         |                               | 43° 28′ 34″ nord, 2° 29′ 23″ est | « PA00095630 » | Inscrit MH | 1927        | Église Notre-Dame de Saint-Amans-Soult                          |
| Église Saint-Amans de Saint-Amans-Valtoret                      | Saint-Amans-Valtoret                      |                               | 43° 28′ 53″ nord, 2° 29′ 21″ est |                | |             | Image manquante Téléverser                                      |
| Église Saint-André de Saint-André (Tarn)                        | Saint-André                               |                               | 43° 55′ 58″ nord, 2° 27′ 41″ est | « PA00095633 » | Inscrit MH | 1971        | Église Saint-André de Saint-André (Tarn)                        |
| Église Saint-Avit de Saint-Avit (Tarn)                          | Saint-Avit                                |                               | 43° 30′ 59″ nord, 2° 06′ 36″ est |                | |             | Image manquante Téléverser                                      |
| Église Saint-Jean-Baptiste de Saint-Beauzile                    | Saint-Beauzile                            |                               | 44° 01′ 16″ nord, 1° 49′ 48″ est |                | |             | Image manquante Téléverser                                      |
| Église Saint-Benoît de Saint-Benoît-de-Carmaux                  | Saint-Benoît-de-Carmaux                   |                               | 44° 03′ 10″ nord, 2° 07′ 47″ est |                | |             | Église Saint-Benoît de Saint-Benoît-de-Carmaux                  |
| Église Saint-Christophe de Saint-Christophe (Tarn)              | Saint-Christophe                          |                               | 44° 09′ 07″ nord, 2° 02′ 57″ est |                | |             | Église Saint-Christophe de Saint-Christophe (Tarn)              |
| Église Saint-Salvy de Narthoux                                  | Saint-Christophe                          |                               | 44° 08′ 34″ nord, 2° 01′ 32″ est |                | |             | Église Saint-Salvy de Narthoux                                  |
| Église Saint-Cyr de Saint-Cirgue                                | Saint-Cirgue                              |                               | 43° 57′ 54″ nord, 2° 22′ 12″ est |                | |             | Église Saint-Cyr de Saint-Cirgue                                |
| Église Saint-Pierre-de-Monestiers de Saint-Gauzens              | Saint-Gauzens                             |                               | 43° 45′ 07″ nord, 1° 51′ 39″ est | « PA00095635 » | Classé MH Portail | 1960        | Église Saint-Pierre-de-Monestiers de Saint-Gauzens              |
| Église Saint-Martin de Saint-Martin (Saint-Gauzens)             | Saint-Gauzens                             |                               | 43° 43′ 46″ nord, 1° 54′ 15″ est |                | |             | Image manquante Téléverser                                      |
| Église Saint-Sernin de Saint-Gauzens                            | Saint-Gauzens                             |                               | 43° 45′ 38″ nord, 1° 51′ 55″ est |                | |             | Image manquante Téléverser                                      |
| Église Saint-Genest de Saint-Genest-de-Contest                  | Saint-Genest-de-Contest                   |                               | 43° 45′ 35″ nord, 2° 08′ 42″ est |                | |             | Église Saint-Genest de Saint-Genest-de-Contest                  |
| Église Saint-Michel de La Martinié                              | Saint-Genest-de-Contest                   |                               | 43° 45′ 08″ nord, 2° 07′ 50″ est |                | |             | Image manquante Téléverser                                      |
| Église Saint-Germain de Saint-Germain-des-Prés                  | Saint-Germain-des-Prés                    |                               | 43° 33′ 42″ nord, 2° 03′ 56″ est |                | |             | Image manquante Téléverser                                      |
| Église Saint-Germier de Saint-Germier (Tarn)                    | Saint-Germier                             |                               | 43° 40′ 31″ nord, 2° 14′ 00″ est |                | |             | Église Saint-Germier de Saint-Germier (Tarn)                    |
| Église Notre-Dame de Caussanel                                  | Saint-Grégoire                            |                               | 43° 58′ 35″ nord, 2° 15′ 49″ est |                | |             | Image manquante Téléverser                                      |
| Église Saint-Grégoire-le-Grand de Saint-Grégoire                | Saint-Grégoire                            |                               | 43° 57′ 41″ nord, 2° 15′ 38″ est |                | |             | Image manquante Téléverser                                      |
| Église Saint-Jean-Baptiste de Saint-Jean-de-Marcel              | Saint-Jean-de-Marcel                      |                               | 44° 03′ 30″ nord, 2° 14′ 41″ est |                | |             | Image manquante Téléverser                                      |
| Église Saint-Jean-Baptiste de Saint-Jean-de-Rives               | Saint-Jean-de-Rives                       |                               | 43° 44′ 39″ nord, 1° 46′ 30″ est |                | |             | Image manquante Téléverser                                      |
| Église Saint-Jean-Baptiste de Saint-Jean-de-Vals                | Saint-Jean-de-Vals                        |                               | 43° 41′ 24″ nord, 2° 15′ 20″ est |                | |             | Église Saint-Jean-Baptiste de Saint-Jean-de-Vals                |
| Église Saint-Benoît des Avalats                                 | Saint-Juéry                               |                               | 43° 56′ 23″ nord, 2° 14′ 26″ est |                | |             | Image manquante Téléverser                                      |
| Église Saint-Georges de Saint-Juéry                             | Saint-Juéry                               |                               | 43° 56′ 58″ nord, 2° 12′ 48″ est |                | |             | Image manquante Téléverser                                      |
| Église Saint-Julien-et-Saint-Ferréol de Saint-Julien-Gaulène    | Saint-Julien-Gaulène                      |                               | 43° 59′ 22″ nord, 2° 20′ 51″ est |                | |             | Image manquante Téléverser                                      |
| Église Saint-Nicolas de Gaulène                                 | Saint-Julien-Gaulène                      |                               | 44° 00′ 36″ nord, 2° 20′ 44″ est |                | |             | Image manquante Téléverser                                      |
| Église Sainte-Cécile de Lastourges de Saint-Julien-du-Puy       | Saint-Julien-du-Puy                       |                               | 43° 44′ 27″ nord, 2° 06′ 47″ est |                | |             | Image manquante Téléverser                                      |
| Église Saint-Étienne d'Artoul                                   | Saint-Julien-du-Puy                       |                               | 43° 44′ 30″ nord, 2° 04′ 58″ est |                | |             | Image manquante Téléverser                                      |
| Église Saint-Julien de Saint-Julien-du-Puy                      | Saint-Julien-du-Puy                       |                               | 43° 45′ 29″ nord, 2° 05′ 31″ est |                | |             | Image manquante Téléverser                                      |
| Église Saint-Salvy-de-Sérail des Martys                         | Saint-Julien-du-Puy                       |                               | 43° 45′ 25″ nord, 2° 03′ 45″ est |                | |             | Image manquante Téléverser                                      |
| Église Saint-Léonce de Saint-Lieux-lès-Lavaur                   | Saint-Lieux-lès-Lavaur                    |                               | 43° 45′ 53″ nord, 1° 45′ 47″ est | « IA81030007 » | |             | Image manquante Téléverser                                      |
| Église de la Nativité de Campes                                 | Saint-Marcel-Campes                       |                               | 44° 04′ 13″ nord, 1° 59′ 00″ est | « PA00095639 » | Inscrit MH | 1930        | Église de la Nativité de Campes                                 |
| Église Saint-Michel de Saint-Marcel-Campes                      | Saint-Marcel-Campes                       |                               | 44° 04′ 53″ nord, 2° 01′ 20″ est | « PA00095640 » | Inscrit MH | 1970        | Église Saint-Michel de Saint-Marcel-Campes                      |
| Église Saint-Jean-Baptiste de Sommard                           | Saint-Martin-Laguépie                     |                               | 44° 07′ 36″ nord, 1° 56′ 05″ est |                | |             | Image manquante Téléverser                                      |
| Église Saint-Martin de Saint-Martin-Laguépie                    | Saint-Martin-Laguépie                     |                               | 44° 08′ 32″ nord, 1° 58′ 22″ est |                | |             | Image manquante Téléverser                                      |
| Église Saint-Pierre de Saint-Pierre (Saint-Martin-Laguépie)     | Saint-Martin-Laguépie                     |                               | 44° 08′ 19″ nord, 1° 59′ 33″ est |                | |             | Image manquante Téléverser                                      |
| Église Saint-Michel de Saint-Michel-Labadié                     | Saint-Michel-Labadié                      |                               | 44° 00′ 14″ nord, 2° 26′ 09″ est |                | |             | Image manquante Téléverser                                      |
| Église Saint-Michel de Saint-Michel-de-Vax                      | Saint-Michel-de-Vax                       |                               | 44° 06′ 25″ nord, 1° 47′ 57″ est |                | |             | Église Saint-Michel de Saint-Michel-de-Vax                      |
| Église Saint-Paul de Saint-Paul-Cap-de-Joux                     | Saint-Paul-Cap-de-Joux                    |                               | 43° 38′ 53″ nord, 1° 58′ 31″ est | « PA81000036 » | Inscrit MH | 2008        | Église Saint-Paul de Saint-Paul-Cap-de-Joux                     |
| Église Saint-Pierre de Saint-Pierre-de-Trivisy                  | Saint-Pierre-de-Trivisy                   |                               | 43° 45′ 38″ nord, 2° 26′ 08″ est |                | |             | Église Saint-Pierre de Saint-Pierre-de-Trivisy                  |
| Église Notre-Dame-de-Tournadous de Ganoubre                     | Saint-Pierre-de-Trivisy                   |                               | 43° 44′ 35″ nord, 2° 28′ 51″ est |                | |             | Image manquante Téléverser                                      |
| Église Saint-Salvy de Saint-Salvi-de-Carcavès                   | Saint-Salvi-de-Carcavès                   |                               | 43° 48′ 22″ nord, 2° 35′ 50″ est |                | |             | Église Saint-Salvy de Saint-Salvi-de-Carcavès                   |
| Église Saint-Salvy de Saint-Salvy-de-la-Balme                   | Saint-Salvy-de-la-Balme                   |                               | 43° 36′ 39″ nord, 2° 23′ 56″ est |                | |             | Église Saint-Salvy de Saint-Salvy-de-la-Balme                   |
| Église Saint-Sernin de Saint-Sernin-lès-Lavaur                  | Saint-Sernin-lès-Lavaur                   |                               | 43° 33′ 03″ nord, 1° 58′ 17″ est |                | |             | Image manquante Téléverser                                      |
| Église Saint-Sulpice de Saint-Sulpice-la-Pointe                 | Saint-Sulpice-la-Pointe                   |                               | 43° 46′ 30″ nord, 1° 41′ 12″ est | « IA81030039 » | |             | Église Saint-Sulpice de Saint-Sulpice-la-Pointe                 |
| Église Saint-Salvy de Saint-Urcisse                             | Saint-Urcisse                             |                               | 43° 56′ 23″ nord, 1° 36′ 56″ est |                | |             | Image manquante Téléverser                                      |
| Église Sainte-Cécile de Sainte-Cécile-du-Cayrou                 | Sainte-Cécile-du-Cayrou                   |                               | 44° 00′ 26″ nord, 1° 47′ 49″ est |                | |             | Image manquante Téléverser                                      |
| Église Saint-Benoît de Sainte-Croix                             | Sainte-Croix                              |                               | 43° 58′ 19″ nord, 2° 04′ 05″ est |                | |             | Église Saint-Benoît de Sainte-Croix                             |
| Église Saint-Cirice de Sainte-Gemme                             | Sainte-Gemme                              |                               | 44° 05′ 23″ nord, 2° 12′ 01″ est |                | |             | Église Saint-Cirice de Sainte-Gemme                             |
| Église Saint-Jacques de Vers                                    | Sainte-Gemme                              |                               | 44° 04′ 18″ nord, 2° 12′ 23″ est |                | |             | Image manquante Téléverser                                      |
| Église Saint-André de Saïx                                      | Saïx                                      |                               | 43° 34′ 54″ nord, 2° 11′ 03″ est |                | |             | Église Saint-André de Saïx                                      |
| Église Notre-Dame de Saliès                                     | Saliès                                    |                               | 43° 53′ 31″ nord, 2° 07′ 43″ est |                | |             | Image manquante Téléverser                                      |
| Église Saint-Sauveur de Salles                                  | Salles                                    |                               | 44° 04′ 21″ nord, 2° 02′ 09″ est | « PA00095642 » | Inscrit MH | 1970        | Église Saint-Sauveur de Salles                                  |
| Église Notre-Dame de Salvagnac                                  | Salvagnac                                 |                               | 43° 54′ 22″ nord, 1° 41′ 13″ est |                | |             | Église Notre-Dame de Salvagnac                                  |
| Église Sainte-Corneille de Saint-Angel                          | Salvagnac                                 |                               | 43° 54′ 43″ nord, 1° 39′ 25″ est |                | |             | Image manquante Téléverser                                      |
| Église Saint-Martin de Saint-Martin de la Cesquière             | Salvagnac                                 |                               | 43° 55′ 22″ nord, 1° 41′ 39″ est |                | |             | Image manquante Téléverser                                      |
| Église Saint-Pierre de Salvagnac                                | Salvagnac                                 |                               | 43° 55′ 58″ nord, 1° 40′ 30″ est |                | |             | Image manquante Téléverser                                      |
| Église Saint-Eusèbe de Saussenac                                | Saussenac                                 |                               | 43° 59′ 11″ nord, 2° 16′ 49″ est |                | |             | Église Saint-Eusèbe de Saussenac                                |
| Église Saint-Barthélemy du Puy Saint-Georges                    | Saussenac                                 |                               | 44° 00′ 32″ nord, 2° 16′ 35″ est |                | |             | Image manquante Téléverser                                      |
| Église Sainte-Croix de Sauveterre                               | Sauveterre                                |                               | 43° 28′ 27″ nord, 2° 33′ 13″ est | « PA81000020 » | Inscrit MH | 2002        | Image manquante Téléverser                                      |
| Église Saint-Michel de Sémalens                                 | Sémalens                                  |                               | 43° 35′ 31″ nord, 2° 06′ 33″ est |                | |             | Église Saint-Michel de Sémalens                                 |
| Église Saint-Martin de Mauriac                                  | Senouillac                                |                               | 43° 57′ 25″ nord, 1° 55′ 59″ est | « IA81000827 » | |             | Église Saint-Martin de Mauriac                                  |
| Église Saint-Pierre de Senouillac                               | Senouillac                                |                               | 43° 56′ 32″ nord, 1° 56′ 47″ est | « IA81000807 » | |             | Image manquante Téléverser                                      |
| Église Saint-Pierre-ès-Liens de Sérénac                         | Sérénac                                   |                               | 43° 57′ 50″ nord, 2° 20′ 09″ est |                | |             | Image manquante Téléverser                                      |
| Église Saint-Jean-Baptiste de Serviès                           | Serviès                                   |                               | 43° 39′ 34″ nord, 2° 01′ 43″ est |                | |             | Église Saint-Jean-Baptiste de Serviès                           |
| Église Saint-Géraud de Sieurac                                  | Sieurac                                   |                               | 43° 48′ 18″ nord, 2° 06′ 11″ est |                | |             | Église Saint-Géraud de Sieurac                                  |
| Église Saint-Martin de Sorèze                                   | Sorèze                                    |                               | 43° 27′ 10″ nord, 2° 04′ 01″ est | « PA00095647 » | Classé MH Clocher | 1879        | Église Saint-Martin de Sorèze                                   |
| Église Notre-Dame-de-la-Paix de Sorèze                          | Sorèze                                    |                               | 43° 27′ 12″ nord, 2° 04′ 10″ est |                | |             | Église Notre-Dame-de-la-Paix de Sorèze                          |
| Église abbatiale de l'abbaye-école royale de Sorèze             | Sorèze                                    |                               | 43° 27′ 08″ nord, 2° 04′ 07″ est |                | |             | Image manquante Téléverser                                      |
| Église Sainte-Sigolène de Soual                                 | Soual                                     |                               | 43° 33′ 15″ nord, 2° 06′ 58″ est |                | |             | Image manquante Téléverser                                      |
| Église Notre-Dame-de-l'Assomption de Souel                      | Souel                                     |                               | 44° 01′ 51″ nord, 1° 57′ 18″ est | « PA81000002 » | Inscrit MH | 1996        | Église Notre-Dame-de-l'Assomption de Souel                      |
| Église prieurale Saint-Martin de Sarmazes                       | Souel                                     |                               | 44° 02′ 53″ nord, 1° 57′ 52″ est |                | |             | Image manquante Téléverser                                      |
| Église Saint-Pierre de Taïx                                     | Taïx                                      |                               | 44° 00′ 30″ nord, 2° 07′ 21″ est |                | |             | Église Saint-Pierre de Taïx                                     |
| Église Notre-Dame-de-Lasplanques de Tanus                       | Tanus                                     |                               | 44° 07′ 32″ nord, 2° 17′ 04″ est | « PA00095649 » | Classé MH | 1913        | Église Notre-Dame-de-Lasplanques de Tanus                       |
| Église Sainte-Martianne de Tanus                                | Tanus                                     |                               | 44° 06′ 08″ nord, 2° 19′ 06″ est |                | |             | Église Sainte-Martianne de Tanus                                |
| Église Saint-Salvy des Fournials                                | Tanus                                     |                               | 44° 05′ 58″ nord, 2° 17′ 13″ est |                | |             | Image manquante Téléverser                                      |
| Église Saint-Georges de Tauriac                                 | Tauriac                                   |                               | 43° 53′ 01″ nord, 1° 35′ 31″ est |                | |             | Image manquante Téléverser                                      |
| Église Saint-André de Técou                                     | Técou                                     |                               | 43° 50′ 35″ nord, 1° 56′ 58″ est |                | |             | Église Saint-André de Técou                                     |
| Église Saint-Amans de Teillet                                   | Teillet                                   |                               | 43° 50′ 07″ nord, 2° 20′ 16″ est |                | |             | Image manquante Téléverser                                      |
| Église Saint-Antonin de Saint-Antonin-de-Lacalm                 | Terre-de-Bancalié                         |                               | 43° 47′ 12″ nord, 2° 18′ 20″ est |                | |             | Église Saint-Antonin de Saint-Antonin-de-Lacalm                 |
| Église Saint-Étienne du Travet                                  | Terre-de-Bancalié                         |                               | 43° 48′ 30″ nord, 2° 19′ 48″ est |                | |             | Église Saint-Étienne du Travet                                  |
| Église Saint-Jacques de Travanet                                | Terre-de-Bancalié                         |                               | 43° 45′ 52″ nord, 2° 17′ 19″ est |                | |             | Église Saint-Jacques de Travanet                                |
| Église Saint-Jean-Baptiste de Saint-Jean-de-Prémiac             | Terre-de-Bancalié                         |                               | 43° 49′ 28″ nord, 2° 16′ 52″ est |                | |             | Image manquante Téléverser                                      |
| Église Saint-Martial de Ronel                                   | Terre-de-Bancalié                         |                               | 43° 48′ 56″ nord, 2° 13′ 23″ est |                | |             | Église Saint-Martial de Ronel                                   |
| Église Saint-Léonce de Saint-Lieux-Lafenasse                    | Terre-de-Bancalié                         |                               | 43° 46′ 06″ nord, 2° 13′ 47″ est |                | |             | Image manquante Téléverser                                      |
| Église Saint-Salvy de Saint-Salvy-de-Fourestes                  | Terre-de-Bancalié                         |                               | 43° 51′ 17″ nord, 2° 18′ 04″ est |                | |             | Église Saint-Salvy de Saint-Salvy-de-Fourestes                  |
| Église Saint-Martial de Roumégoux                               | Terre-de-Bancalié                         |                               | 43° 48′ 12″ nord, 2° 15′ 41″ est |                | |             | Église Saint-Martial de Roumégoux                               |
| Église Saint-Martin de Terssac                                  | Terssac                                   |                               | 43° 55′ 41″ nord, 2° 04′ 19″ est |                | |             | Église Saint-Martin de Terssac                                  |
| Église Saint-Loup de Pugnères                                   | Teulat                                    |                               | 43° 38′ 08″ nord, 1° 42′ 47″ est | « IA81030061 » | |             | Image manquante Téléverser                                      |
| Église Saint-Germier de Teyssode                                | Teyssode                                  |                               | 43° 39′ 27″ nord, 1° 54′ 05″ est |                | |             | Image manquante Téléverser                                      |
| Église Saint-Pierre de Teyssode                                 | Teyssode                                  |                               | 43° 38′ 59″ nord, 1° 56′ 05″ est |                | |             | Église Saint-Pierre de Teyssode                                 |
| Église Saint-Pierre de Tonnac                                   | Tonnac                                    |                               | 44° 03′ 50″ nord, 1° 52′ 06″ est |                | |             | Image manquante Téléverser                                      |
| Église Saint-Blaise de Tréban                                   | Tréban                                    |                               | 44° 05′ 38″ nord, 2° 20′ 39″ est |                | |             | Église Saint-Blaise de Tréban                                   |
| Église Saint-Blaise de Trébas                                   | Trébas                                    |                               | 43° 56′ 34″ nord, 2° 28′ 59″ est |                | |             | Image manquante Téléverser                                      |
| Église Saint-Laurent de Trévien                                 | Trévien                                   |                               | 44° 05′ 38″ nord, 2° 07′ 02″ est |                | |             | Image manquante Téléverser                                      |
| Église Saint-Pierre de Saint-Pierre de Gil                      | Trévien                                   |                               | 44° 07′ 07″ nord, 2° 08′ 26″ est |                | |             | Image manquante Téléverser                                      |
| Église Sainte-Anne de Vabre                                     | Vabre                                     |                               | 43° 41′ 34″ nord, 2° 25′ 31″ est |                | |             | Église Sainte-Anne de Vabre                                     |
| Église Notre-Dame-de-la-Nativité de Valderiès                   | Valderiès                                 |                               | 44° 00′ 42″ nord, 2° 13′ 56″ est |                | |             | Image manquante Téléverser                                      |
| Église Saint-Louis de Valdurenque                               | Valdurenque                               |                               | 43° 34′ 05″ nord, 2° 18′ 35″ est |                | |             | Église Saint-Louis de Valdurenque                               |
| Église Notre-Dame-de-l'Assomption de Valence-d'Albigeois        | Valence-d'Albigeois                       |                               | 44° 01′ 09″ nord, 2° 24′ 11″ est |                | |             | Église Notre-Dame-de-l'Assomption de Valence-d'Albigeois        |
| Église Notre-Dame de Vaour                                      | Vaour                                     |                               | 44° 04′ 24″ nord, 1° 48′ 09″ est |                | |             | Église Notre-Dame de Vaour                                      |
| Église Notre-Dame de Veilhes                                    | Veilhes                                   |                               | 43° 36′ 50″ nord, 1° 49′ 26″ est | « IA81030071 » | |             | Image manquante Téléverser                                      |
| Église Saint-Jean-Baptiste de Vénès                             | Vénès                                     |                               | 43° 43′ 38″ nord, 2° 11′ 31″ est |                | |             | Église Saint-Jean-Baptiste de Vénès                             |
| Église Saint-Salvy de Finottes                                  | Vénès                                     |                               | 43° 44′ 58″ nord, 2° 11′ 54″ est |                | |             | Image manquante Téléverser                                      |
| Église Saint-Jean-Baptiste de Verdalle                          | Verdalle                                  |                               | 43° 31′ 12″ nord, 2° 09′ 14″ est | « IA81011179 » | |             | Image manquante Téléverser                                      |
| Église Notre-Dame de Pierre-Segade                              | Viane                                     |                               | 43° 44′ 16″ nord, 2° 35′ 05″ est |                | |             | Église Notre-Dame de Pierre-Segade                              |
| Église Notre-Dame de Fraysse                                    | Viane                                     |                               | 43° 46′ 04″ nord, 2° 34′ 57″ est |                | |             | Image manquante Téléverser                                      |
| Église Saint-Géminien de Vielmur-sur-Agout                      | Vielmur-sur-Agout                         |                               | 43° 37′ 17″ nord, 2° 05′ 19″ est |                | |             | Église Saint-Géminien de Vielmur-sur-Agout                      |
| Église Saint-Eugène de Vieux                                    | Vieux                                     |                               | 43° 59′ 36″ nord, 1° 52′ 26″ est | « PA00095656 » | Classé MH | 1906        | Église Saint-Eugène de Vieux                                    |
| Église de la Nativité-de-Notre-Dame de Villefranche-d'Albigeois | Villefranche-d'Albigeois                  |                               | 43° 53′ 49″ nord, 2° 19′ 52″ est |                | |             | Église de la Nativité-de-Notre-Dame de Villefranche-d'Albigeois |
| Église Saint-Barthélemy de Fabas                                | Villefranche-d'Albigeois                  |                               | 43° 55′ 58″ nord, 2° 18′ 44″ est |                | |             | Image manquante Téléverser                                      |
| Église Saint-Sernin-et-Saint-Eutrope de Villeneuve-lès-Lavaurs  | Villeneuve-lès-Lavaur                     |                               | 43° 35′ 54″ nord, 1° 47′ 14″ est |                | |             | Image manquante Téléverser                                      |
| Église Notre-Dame-de-la-Gardelle de La Fiolié                   | Villeneuve-sur-Vère                       |                               | 44° 00′ 33″ nord, 2° 01′ 57″ est |                | |             | Image manquante Téléverser                                      |
| Église Saint-Sauveur de Villeneuve-sur-Vère                     | Villeneuve-sur-Vère                       |                               | 44° 00′ 10″ nord, 2° 01′ 40″ est |                | |             | Église Saint-Sauveur de Villeneuve-sur-Vère                     |
| Église Saint-Martin de Vindrac-Alayrac                          | Vindrac-Alayrac                           |                               | 44° 04′ 00″ nord, 1° 54′ 45″ est | « PA00095659 » | Classé MH | 1927        | Église Saint-Martin de Vindrac-Alayrac                          |
| Église Saint-Genest d'Alayrac                                   | Vindrac-Alayrac                           |                               | 44° 03′ 34″ nord, 1° 53′ 15″ est |                | |             | Image manquante Téléverser                                      |
| Église Saint-Victor de Virac                                    | Virac                                     |                               | 44° 02′ 47″ nord, 2° 02′ 41″ est |                | |             | Image manquante Téléverser                                      |
| Église Saint-Jean-Baptiste de Viterbe                           | Viterbe                                   |                               | 43° 40′ 40″ nord, 1° 55′ 48″ est |                | |             | Image manquante Téléverser                                      |
| Église Saint-André de Viviers-lès-Lavaur                        | Viviers-lès-Lavaur                        |                               | 43° 37′ 56″ nord, 1° 48′ 08″ est |                | |             | Image manquante Téléverser                                      |
| Église Saint-Martin de Viviers-lès-Montagnes                    | Viviers-lès-Montagnes                     |                               | 43° 33′ 17″ nord, 2° 10′ 45″ est | « PA00135481 » | Inscrit MH | 1995        | Église Saint-Martin de Viviers-lès-Montagnes                    |

### Culteprotestant
| Chapelle de l’Église Évangélique libre de Viane                   | Commune               | Adresse               | Coordonnées                      | Notice         | Protection | Date | Illustration                                                      |
| ----------------------------------------------------------------- | --------------------- | --------------------- | -------------------------------- | -------------- | ---------- | ---- | ----------------------------------------------------------------- |
| Temple de Calmon                                                  | Aiguefonde            |                       | 43° 29′ 41″ nord, 2° 20′ 34″ est |                |            |      | Image manquante Téléverser                                        |
| Temple réformé d'Albi                                             | Albi                  | rue Fontvieille       | 43° 55′ 38″ nord, 2° 09′ 09″ est | « PA81000046 » | Inscrit MH | 2015 | Temple réformé d'Albi                                             |
| Église évangélique Baptiste d'Albi                                | Albi                  | rue de la Curveillère | à géolocaliser                   |                |            |      | Image manquante Téléverser                                        |
| Église évangélique d'Albi                                         | Albi                  | place Stalingrad      | à géolocaliser                   |                |            |      | Image manquante Téléverser                                        |
| Église évangélique protestante d'Albi                             | Albi                  | rue Marranel          | à géolocaliser                   |                |            |      | Image manquante Téléverser                                        |
| Temple d'Anglès                                                   | Anglès                |                       | 43° 33′ 48″ nord, 2° 33′ 34″ est |                |            |      | Image manquante Téléverser                                        |
| Temple de Brassac                                                 | Brassac               |                       | 43° 37′ 46″ nord, 2° 29′ 41″ est |                |            |      | Image manquante Téléverser                                        |
| Temple des Salvages                                               | Burlats               |                       | 43° 37′ 56″ nord, 2° 16′ 34″ est |                |            |      | Image manquante Téléverser                                        |
| Temple de Carmaux                                                 | Carmaux               |                       | 44° 02′ 50″ nord, 2° 09′ 27″ est |                |            |      | Image manquante Téléverser                                        |
| Grand temple protestant de Castres                                | Castres               |                       | 43° 36′ 25″ nord, 2° 14′ 29″ est |                |            |      | Image manquante Téléverser                                        |
| Église Protestante Évangélique Libre de Castres                   | Castres               |                       | à géolocaliser                   |                |            |      | Image manquante Téléverser                                        |
| Église évangélique adventiste de Castres                          | Castres               | rue Merigonde         | à géolocaliser                   |                |            |      | Image manquante Téléverser                                        |
| Église évangélique flamme de Castres                              | Castres               | Côte de Palique       | à géolocaliser                   |                |            |      | Image manquante Téléverser                                        |
| Église évangélique missionnaire de Castres                        | Castres               | rue Marcel Briguiboul | à géolocaliser                   |                |            |      | Image manquante Téléverser                                        |
| Église Protestante Unie de France Sud Ouest de Castres            | Castres               |                       | à géolocaliser                   |                |            |      | Image manquante Téléverser                                        |
| Temple protestant réformée évangélique d'Espérausses              | Espérausses           |                       | 43° 41′ 33″ nord, 2° 32′ 05″ est |                |            |      | Image manquante Téléverser                                        |
| Temple protestant de Baffignac                                    | Fontrieu              |                       | 43° 39′ 29″ nord, 2° 27′ 06″ est | « PA81000048 » | Inscrit MH | 2015 | Temple protestant de Baffignac                                    |
| Temple de Gijounet                                                | Gijounet              |                       | 43° 42′ 49″ nord, 2° 36′ 57″ est |                |            |      | Temple de Gijounet                                                |
| Temple de l’Église réformée de Saint-Pierre-des-Ports de Graulhet | Graulhet              |                       | 43° 45′ 45″ nord, 2° 00′ 23″ est |                |            |      | Temple de l’Église réformée de Saint-Pierre-des-Ports de Graulhet |
| Temple de Labastide-Rouairoux                                     | Labastide-Rouairoux   |                       | 43° 28′ 34″ nord, 2° 38′ 12″ est |                |            |      | Temple de Labastide-Rouairoux                                     |
| Temple de Lacaune                                                 | Lacaune               |                       | 43° 42′ 23″ nord, 2° 41′ 34″ est |                |            |      | Temple de Lacaune                                                 |
| Temple de Lacaze                                                  | Lacaze                |                       | 43° 44′ 18″ nord, 2° 31′ 18″ est |                |            |      | Temple de Lacaze                                                  |
| Temple de Lacrouzette                                             | Lacrouzette           |                       | 43° 39′ 49″ nord, 2° 20′ 58″ est |                |            |      | Image manquante Téléverser                                        |
| Temple Saint-Jacques de l’Église protestante unie de France       | Mazamet               |                       | 43° 29′ 24″ nord, 2° 22′ 39″ est |                |            |      | Temple Saint-Jacques de l’Église protestante unie de France       |
| Temple Neuf de Mazamet                                            | Mazamet               | quartier de la Sagne  | 43° 29′ 11″ nord, 2° 22′ 21″ est | « PA81000050 » | Inscrit MH | 2015 | Temple Neuf de Mazamet                                            |
| Temple Rouvière                                                   | Mazamet               |                       | à géolocaliser                   |                |            |      | Image manquante Téléverser                                        |
| Temple de Bellegarde                                              | Montredon-Labessonnié |                       | 43° 43′ 06″ nord, 2° 22′ 50″ est |                |            |      | Image manquante Téléverser                                        |
| Temple de Montredon-Labessonnié                                   | Montredon-Labessonnié |                       | 43° 43′ 11″ nord, 2° 19′ 44″ est |                |            |      | Image manquante Téléverser                                        |
| Temple de Pont-de-Larn                                            | Pont-de-Larn          |                       | 43° 30′ 13″ nord, 2° 24′ 16″ est |                |            |      | Temple de Pont-de-Larn                                            |
| Temple protestant de Puylaurens                                   | Puylaurens            |                       | 43° 34′ 11″ nord, 2° 00′ 43″ est | « PA81000051 » | Inscrit MH | 2015 | Image manquante Téléverser                                        |
| Temple de Roquecourbe                                             | Roquecourbe           |                       | 43° 39′ 48″ nord, 2° 17′ 30″ est |                |            |      | Image manquante Téléverser                                        |
| Temple de Réalmont                                                | Réalmont              |                       | 43° 46′ 31″ nord, 2° 11′ 25″ est |                |            |      | Image manquante Téléverser                                        |
| Temple de l’Église réformée de Saint-Amans-Valtoret               | Saint-Amans-Valtoret  |                       | 43° 28′ 52″ nord, 2° 29′ 15″ est |                |            |      | Image manquante Téléverser                                        |
| Temple protestant de Vabre                                        | Vabre                 |                       | 43° 41′ 24″ nord, 2° 25′ 31″ est | « PA81000053 » | Inscrit MH | 2015 | Temple protestant de Vabre                                        |
| Temple protestant évangélique de Vabre                            | Vabre                 |                       | à géolocaliser                   |                |            |      | Image manquante Téléverser                                        |
| Temple de l’Église réformée de France de Viane                    | Viane                 |                       | 43° 44′ 10″ nord, 2° 34′ 51″ est |                |            |      | Temple de l’Église réformée de France de Viane                    |
| Temple de Viane                                                   | Viane                 |                       | 43° 44′ 12″ nord, 2° 35′ 06″ est |                |            |      | Temple de Viane                                                   |

### Culteorthodoxe
| Église                                                     | Commune             | Adresse | Coordonnées                      | Notice | Protection | Date | Illustration               |
| ---------------------------------------------------------- | ------------------- | ------- | -------------------------------- | ------ | ---------- | ---- | -------------------------- |
| Église orthodoxe du Prophète-Élie-et-Saint-Denis de Dénat, | Dénat               |         | 43° 50′ 50″ nord, 2° 12′ 20″ est |        |            |      | Image manquante Téléverser |
| Chapelle orthodoxe Saint-Séraphim-de-Sarov de Saint-Marcel | Saint-Marcel-Campes |         | à géolocaliser                   |        |            |      | Image manquante Téléverser |